# Crisi di luglio
- 28 giugno: L'erede al trono d'Austria-Ungheria Francesco Ferdinando viene assassinato a Sarajevo dal serbo-bosniaco Gavrilo Princip.
- 6 luglio: l'Austria-Ungheria ottiene dalla Germania l'assenso ad attaccare la Serbia.
- 14 luglio: il generale austro-ungarico Conrad dichiara che l'Austria-Ungheria non è pronta ad attaccare immediatamente la Serbia.
- 23 luglio: l'Austria-Ungheria consegna l'ultimatum alla Serbia.
- 25 luglio: la Serbia rifiuta alcune clausole dell'ultimatum e mobilita (ore 15.00) l'esercito.
- 25 luglio: ore 21.23, l'Austria-Ungheria mobilita parte dell'esercito contro la Serbia
- 28 luglio: l'Austria-Ungheria dichiara guerra alla Serbia.
- 29 luglio: la Russia mobilita parte dell'esercito contro l'Austria-Ungheria.
- 30 luglio: ore 17.00, la Russia mobilita completamente l'esercito.
- 31 luglio: ore 13.00, l'Austria-Ungheria mobilita l'esercito. La Germania consegna l'ultimatum alla Francia e alla Russia. Il Belgio mobilita alle ore 19.00.
- 1º agosto: la Francia mobilita l'esercito a partire dalla ore 16.00. La Germania mobilita alle ore 17.00 e dichiara guerra alla Russia.
- 3 agosto: la Germania dichiara guerra alla Francia. L'Italia proclama la sua neutralità.
- 4 agosto: dopo l'invasione tedesca del Belgio, la Gran Bretagna dichiara guerra alla Germania.

La crisi di luglio fu la grave crisi politica e diplomatica che precedette e segnò l'inizio della prima guerra mondiale. Scaturì dall'assassinio dell'erede al trono d'Austria-Ungheria Francesco Ferdinando avvenuto il 28 giugno del 1914. Dell'attentato il governo di Vienna ritenne responsabili alcuni militari e funzionari della Serbia.
Nei giorni che seguirono, la Germania, convinta di poter localizzare il conflitto, pressò l'alleato austro-ungarico affinché aggredisse al più presto la Serbia. Solo la Gran Bretagna avanzò una proposta di conferenza internazionale che non ebbe seguito, mentre le altre nazioni europee si preparavano lentamente al conflitto.
Quasi un mese dopo l'assassinio di Francesco Ferdinando, l'Austria-Ungheria inviò un duro ultimatum alla Serbia che venne rifiutato. Di conseguenza, il 28 luglio 1914, l'Austria-Ungheria dichiarò guerra al Regno di Serbia determinando l'irrimediabile acuirsi della crisi e la progressiva mobilitazione delle potenze europee per il gioco delle alleanze tra i vari stati.
La Russia, in nome dell'amicizia etnica ed economica con la Serbia, iniziò la mobilitazione del proprio esercito. Allarmata dalla mobilitazione della Russia, la Germania le dichiarò guerra il 1º agosto 1914 e, seguendo lo schema del piano Schlieffen, due giorni dopo attaccò la Francia. Si era ormai alla guerra mondiale.
Con l'invasione tedesca del Belgio anche la Gran Bretagna il 4 agosto dichiarò guerra alla Germania. La diplomazia aveva ormai lasciato il posto alle armi.

## Antefatti e contesto storico
Triplice alleanza
     Triplice intesa
     Paesi amici della Russia

La situazione europea nel 1914:
Triplice alleanza
Triplice intesa
Paesi amici della Russia

Nel 1878, dopo molti secoli di dominazione, i turchi erano stati cacciati dalla Bosnia ed Erzegovina e l'Austria ne aveva assunto l'amministrazione grazie al trattato di Berlino. Nel 1908, a seguito di un cambio di rotta della sua politica estera, l'Austria ne proclamò anche l'annessione mortificando le ambizioni nazionaliste serbe. Tale annessione provocò la cosiddetta crisi bosniaca durante la quale Austria e Germania da un lato e Russia e Serbia dall'altro si fronteggiarono pericolosamente sulla liceità o meno dell'azione di Vienna. La grave tensione, dopo la minaccia tedesca di arrivare alla guerra, si sciolse con il riconoscimento russo dell'annessione austriaca e con l'impegno della Serbia a tenere un atteggiamento amichevole con l'Austria.
A seguito della crisi bosniaca e delle alleanze precedentemente stipulate, nel 1914 l'Europa risultava divisa in due blocchi contrapposti. Il primo, al centro del continente, era costituito dalla Germania e dall'Austria strettamente alleate tra loro e unite all'Italia dal debole legame della Triplice alleanza. Il secondo blocco era invece formato dalla Russia, che era legata sia alla Serbia per un rapporto di amicizia basato sulla comune etnia slava, sia alla Francia per la duplice intesa stipulata nel 1894. La Gran Bretagna, ufficialmente libera da vincoli di alleanza, a seguito del riarmo tedesco aveva eliminato ogni motivo di attrito con la Russia (accordo per l'Asia del 1907) e con la Francia (entente cordiale del 1904) e poteva, quindi, considerarsi appartenente al secondo blocco. Di conseguenza, gli imperi di Austria e Germania erano quasi interamente circondati da nazioni potenzialmente ostili: la Serbia a sud-est, la Russia a est, la Francia a ovest e la Gran Bretagna a nord-ovest.

### "Giovane Bosnia" e "Mano Nera"

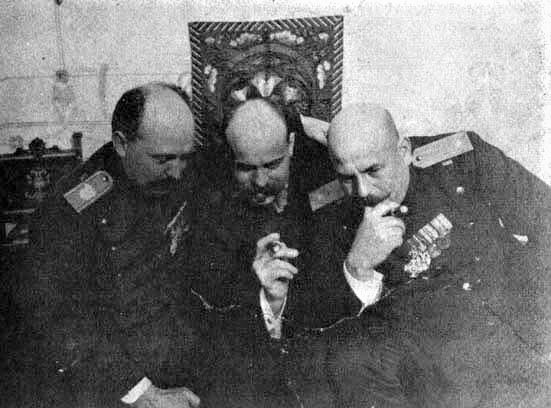
Dragutin Dimitrijević (sulla destra) leader dell'organizzazione Mano Nera con alcuni ufficiali dell'esercito serbo.

La conseguenza dell'annessione austriaca della Bosnia-Erzegovina del 1908 fu la nascita e il consolidamento di alcuni movimenti politici slavi rivoluzionari fra cui la Mlada Bosna (Giovane Bosnia), un'organizzazione serba formata principalmente da intellettuali fra i quali militava Gavrilo Princip, nativo della Bosnia. Quando questi, diciannovenne, nel marzo del 1914, seppe che l'erede al trono d'Austria-Ungheria Francesco Ferdinando si sarebbe recato in visita in Bosnia, concepì l'idea di assassinarlo. Princip coinvolse nel complotto alcuni amici ed ottenne un importante aiuto da parte del maggiore dell'esercito serbo Voijslav Tankošić personaggio di spicco dell'organizzazione Crna ruka (Mano Nera). Questo movimento, nato nel 1911, rispondeva al nome ufficiale di "Unione o Morte" (in serbo Ujedinjenje ili smrte) e aveva come scopo la fusione della Serbia con la Bosnia.
La Mano Nera era presente in modo considerevole nelle forze armate serbe e la sua figura dominante, Dragutin Dimitrijević, nel 1903 aveva fatto assassinare il re Alessandro I accusato di una politica troppo filo-austriaca. Dimitrijević era inoltre impegnato in un aspro conflitto con il primo ministro Nikola Pašić nazionalista come lui, ma più prudente. Pašić, con molta probabilità, venne a sapere che dei rivoluzionari armati erano entrati dalla Serbia in Bosnia. Egli, tuttavia, negò sempre di essere a conoscenza del reale obiettivo dell'azione.

## L'attentato di Sarajevo (28 giugno)

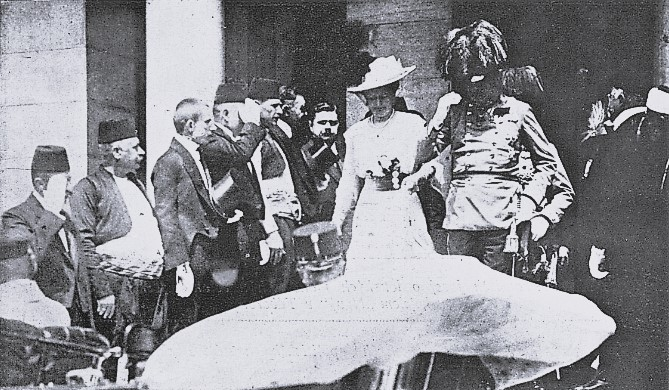
Sarajevo 28 giugno 1914, l'arciduca Francesco Ferdinando e la consorte Sofia si avviano all'automobile, poco prima di essere assassinati.

Domenica 28 giugno 1914, il serbo-bosniaco Gavrilo Princip riuscì ad assassinare a Sarajevo l'erede al trono d'Austria-Ungheria, l'arciduca Francesco Ferdinando e la sua consorte Sofia di Hohenberg, venendo immediatamente arrestato.

Le reazioni in Europa furono abbastanza tiepide nella maggior parte dei casi. Il presidente francese Raymond Poincaré, raggiunto dalla notizia, non rinunciò alle corse di cavalli alle quali stava assistendo. In Austria, a causa delle idee anti-ungheresi dell'arciduca, la notizia provocò addirittura sollievo in alcuni ambienti. A Londra, i mercati azionari aprirono al ribasso per poi recuperare alla constatazione che le altre borse europee tenevano bene. L'ambasciatore britannico a Roma riferì che la stampa italiana aveva ufficialmente condannato il crimine ma «la gente ha considerato quasi provvidenziale l'eliminazione del compianto arciduca». Tuttavia l'indignazione per l'accaduto e i timori di una cospirazione serba ispirarono violente manifestazioni anti-serbe a Vienna e Brno. Da Budapest il console generale britannico riferì: 

Nei giorni successivi la tensione andò aumentando: il ministro degli esteri austriaco Leopold Berchtold e il capo di stato maggiore Conrad von Hötzendorf videro nell'attentato l'occasione per colpire la Serbia. Non avevano ancora ben chiaro se annetterla tutta o in parte, oppure sconfiggerla con le armi ed esigere, anziché territori, un forte indennizzo. Francesco Giuseppe era invece titubante: temeva che l'attacco austriaco avrebbe coinvolto altre potenze, in particolare la Russia, la quale si sarebbe sentita costretta, in nome del panslavismo, ad accorrere in aiuto della Serbia. Altrettanto esitante era il primo ministro ungherese István Tisza sul quale, Il 1º luglio, Conrad annotò: 

Invece l'imperatore di Germania Guglielmo II, amico dell'arciduca assassinato, ebbe una reazione inizialmente bellicosa. Egli in passato aveva infatti immaginato di guidare, alla morte dell'anziano Francesco Giuseppe, le sorti dell'Europa assieme all'erede Francesco Ferdinando. Il Kaiser era ritornato a Berlino da Kiel dove aveva ricevuto la notizia dell'assassinio mentre era impegnato in una regata velica. A margine di un telegramma inviatogli il 30 giugno scrisse:

## L'"assegno in bianco" della Germania (5-6 luglio)

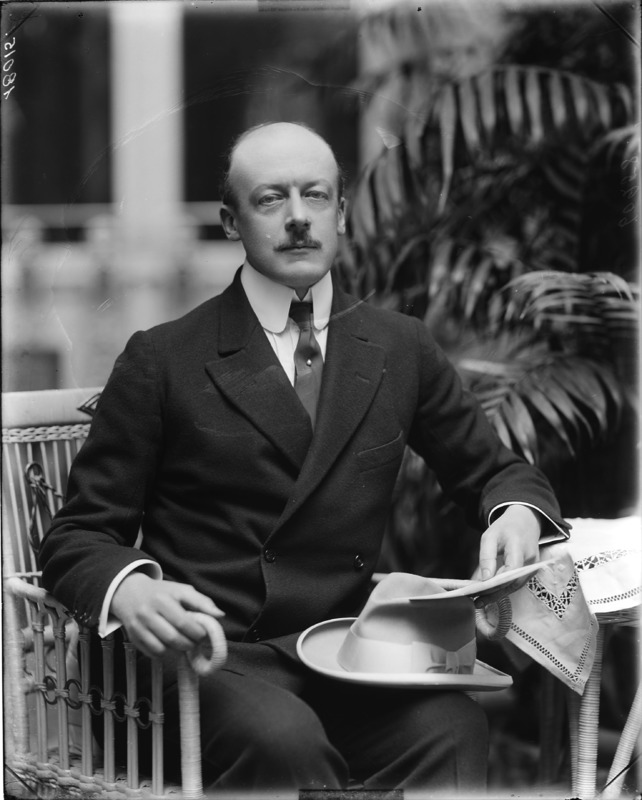
Leopold von Berchtold, ministro degli esteri austro-ungarico, figura cruciale della crisi.

Le relazioni tra Vienna e Belgrado erano molto tese da anni, specie dopo le guerre balcaniche. Inoltre, l'errata convinzione che Francia e Russia avrebbero esitato ad entrare in guerra per la Serbia, condusse parte dei vertici di Germania e Austria-Ungheria a considerare seriamente, ai primi di luglio, la possibilità di punire e umiliare la Serbia senza subire conseguenze.
Il 5 luglio 1914, l'inviato del ministro degli esteri austriaco Leopold Berchtold, conte Alexander Hoyos, incontrò a Berlino il sottosegretario agli esteri tedesco Arthur Zimmermann. In questa occasione Hoyos parlò espressamente di guerra, di eliminare la Serbia dalla carta geografica e di dividerne le spoglie fra i paesi confinanti. Le sue tesi furono accolte con molta attenzione.
Nel frattempo, a Potsdam, l'ambasciatore austriaco a Berlino, Ladislaus von Szögyény-Marich, consegnò a Guglielmo II dei documenti ricevuti da Hoyos. Si trattava di due atti: un memoriale del primo ministro d'Ungheria István Tisza, scritto prima del 28 giugno dal contenuto moderato, ma al quale Berchtold aveva aggiunto un poscritto molto aggressivo nei confronti della Serbia; e una dura lettera autografa di Francesco Giuseppe che, rivolgendosi direttamente a Guglielmo II, auspicava l'eliminazione della Serbia «come fattore politico dai Balcani».
Durante la fase iniziale dell'incontro Guglielmo non si sbilanciò, ma dopo colazione, su insistenza dell'ambasciatore austriaco a prendere posizione, dichiarò che non si doveva differire un'azione contro la Serbia, che la Russia sarebbe stata ostile e che, anche se si fosse arrivati ad una guerra fra Austria e Russia, la Germania si sarebbe schierata al fianco dell'alleato. Aggiunse, tuttavia, che la Russia non era pronta ad una guerra ed avrebbe esitato molto prima di ricorrere alle armi. Per questo bisognava agire subito.
Il giorno dopo, il 6 luglio, questa di Guglielmo risultò anche la versione ufficiale della Germania: l'Austria doveva battere rapidamente la Serbia in modo da mettere l'Europa di fronte al fatto compiuto. Fu il cosiddetto "assegno in bianco" che la Germania staccò all'Austria.

## Le resistenze di Tisza a Vienna
Ottenuto il consenso e anzi l'incitamento della Germania ad attaccare la Serbia, il 7 luglio gli otto membri del gabinetto di guerra austro-ungarico si riunirono per esaminare l'offerta di aiuto avanzata dal Kaiser Guglielmo II. Berchtold, che presiedeva la riunione, propose di attaccare immediatamente la Serbia, senza neppure dichiarare guerra.
Fra i componenti dell'esecutivo, l'orientamento prevalente era favorevole ad un intervento militare e a un ridimensionamento territoriale della Serbia, che sarebbe stata posta sotto controllo dell'Austria. L'unico a protestare fu István Tisza che il giorno successivo inviò una lettera al suo Imperatore precisando che un intervento contro la Serbia avrebbe provocato una guerra mondiale e che avrebbe spinto non solo la Russia, ma anche la Romania a schierarsi contro l'Austria. Secondo Tisza, Vienna avrebbe dovuto invece preparare un elenco di richieste accettabili che, se non fossero state soddisfatte dalla Serbia, avrebbero portato ad un ultimatum. Tisza aveva potere di veto e si mantenne sulla sua posizione per una settimana. Poi, nel timore che la Germania avrebbe potuto abbandonare l'Austria, accettò l'idea intermedia di un ultimatum subito.

## Sfuma l'effetto sorpresa: l'ottimismo britannico (9-23 luglio)

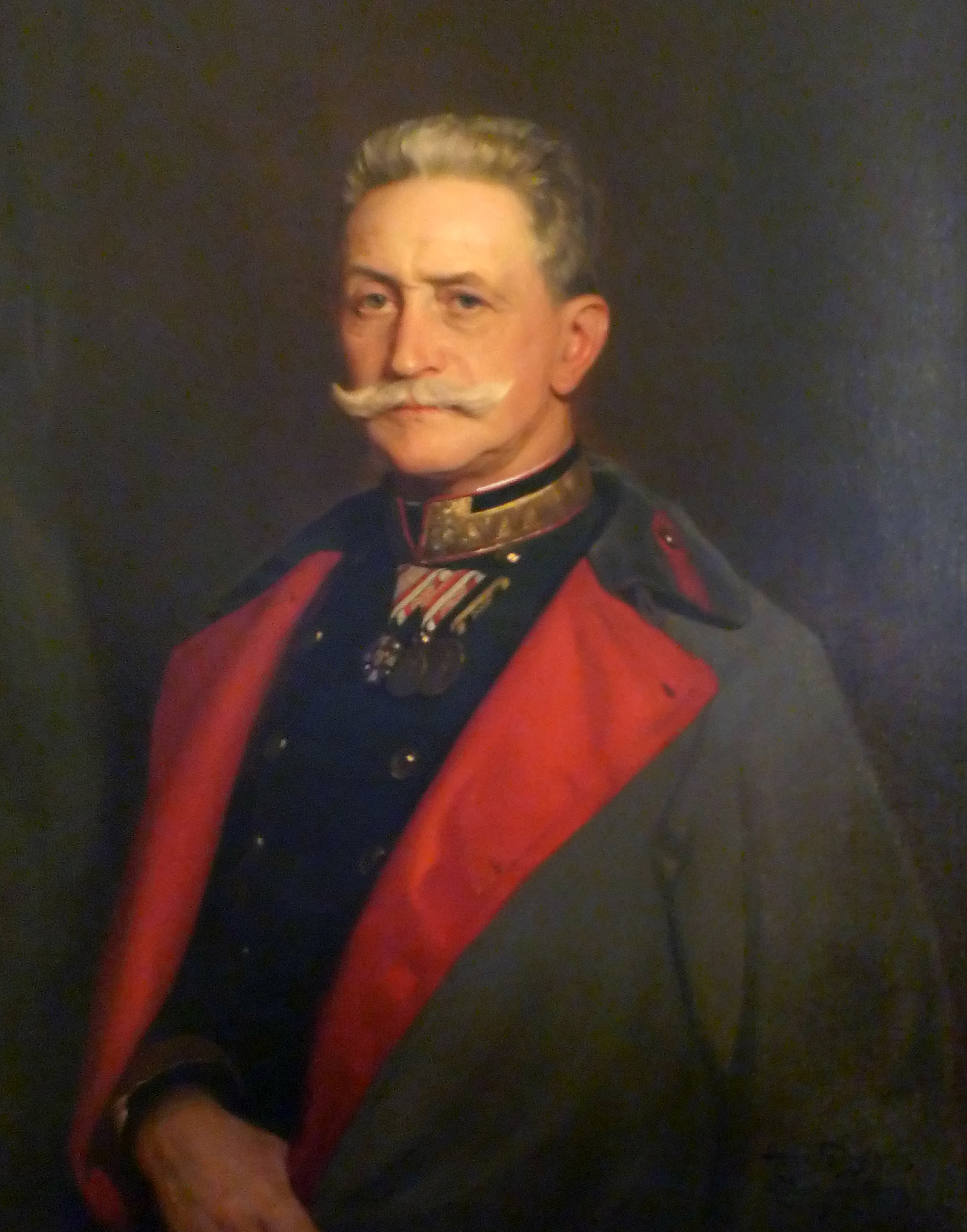
Il capo di stato maggiore austriaco Conrad fu favorevole alla guerra ma non nei tempi e modi previsti dalla Germania.

Mentre questi erano gli avvenimenti che si consumavano a Vienna, a Londra Sir Arthur Nicolson, consigliere del ministro degli esteri Edward Grey, il 9 luglio inviò una comunicazione all'ambasciatore britannico a Vienna Maurice de Bunsen nella quale dubitava di un eventuale intervento austriaco. Fuori dall'Austria-Ungheria, poiché alla Serbia non era stato consegnato ancora un ultimatum, la sensazione dell'imminenza di una crisi si stava infatti attenuando. Invece, il desiderio dell'Austria di infliggere una punizione alla Serbia era ancora forte ed era sorretto dalla fiducia che la Germania avrebbe appoggiato un'azione di rappresaglia.
L'Austria-Ungheria, tuttavia, continuò a non poter agire, nonostante il ministro István Tisza non fosse quasi più un ostacolo e le gerarchie militari tedesche fossero pronte alla guerra. Il capo di Stato Maggiore austriaco Franz Conrad von Hötzendorf il 14 luglio si dichiarò infatti contrario ad un'azione militare prima del 25 (data di scadenza di un congedo generale che era stato concesso per provvedere al raccolto agricolo). Né un annullamento del congedo risultava fattibile, dato che avrebbe smascherato le intenzioni di Vienna.
Era comunque ormai troppo tardi per lanciare un attacco austriaco a sorpresa e la diplomazia tedesca si mosse affinché si potesse localizzare il futuro conflitto. Il 19 luglio, il ministro degli esteri di Berlino, Gottlieb von Jagow, fece pubblicare sul giornale Norddeutsche Allgemeine Zeitung una sua nota in cui ammoniva che 
 Tre giorni dopo, dichiarazioni ufficiali sulla posizione della Germania in merito furono inviate a Russia, Gran Bretagna e Francia.
Le condizioni dell'ultimatum vennero definite a Vienna lo stesso 19 luglio; tutti i presenti alla seduta del Consiglio dei ministri austriaco, compreso il generale Conrad, erano consapevoli che la Serbia avrebbe respinto le condizioni e che il passo successivo sarebbe stato un attacco militare. Conrad era il più convinto assertore della guerra, da cui si aspettava conquiste territoriali alla frontiera con la Bosnia.
In Francia, intanto, il Presidente della Repubblica Poincaré e il suo Presidente del Consiglio René Viviani erano partiti per un viaggio in Russia. I capi delle due potenze alleate si sarebbero trovati quindi insieme il 21 e agevolati nel concertare una risposta alle eventuali mosse dell'Austria. Per non fornire questo vantaggio, ottenute le informazioni sul ritorno a Parigi della delegazione francese, Berchtold programmò di presentare l'ultimatum alla Serbia il 23 luglio, con scadenza il 25 luglio.
Il 21 luglio Francesco Giuseppe diede il proprio assenso alle condizioni dell'ultimatum, e il giorno seguente il ministro degli esteri russo, Sergej Dmitrievič Sazonov, cominciò a mettere in guardia l'Austria dal prendere misure drastiche, anche se il monito non accennava a ritorsioni militari.
Più ottimista, il 23 luglio, David Lloyd George che annunciò alla Camera dei Comuni che non ci sarebbero stati problemi tra le nazioni a regolare le difficoltà attraverso «qualche sana e ben congegnata forma di arbitrato». Le relazioni con la Germania erano le migliori degli ultimi anni, osservò.

## L'ultimatum austriaco alla Serbia (23 luglio)
Ottenuto anche il consenso di Francesco Giuseppe, nel pomeriggio del 23 luglio 1914, l'ambasciatore austriaco a Belgrado, il barone Wladimir Giesl von Gieslingen, consegnò al governo serbo l'ultimatum dell'Austria e rimase in attesa della risposta che doveva arrivare non oltre le 18:00 del 25 luglio.

### Il testo
Dopo una lunga premessa nella quale l'Austria accusò la Serbia di aver disatteso la dichiarazione d'intenti rivolta alle grandi potenze alla fine della crisi bosniaca, il governo di Vienna intimò a quello di Belgrado di far pubblicare sulla "Rivista ufficiale" serba del 26 luglio una nuova dichiarazione, di cui riportava il testo. Essa impegnava la Serbia a condannare la propaganda anti-austriaca, riconosceva la complicità di funzionari e ufficiali serbi nell'attentato di Sarajevo e impegnava Belgrado a perseguire per il futuro con il massimo rigore tali macchinazioni.
Il governo serbo si doveva impegnare inoltre:

2. A sciogliere immediatamente la società denominata Narodna Odbrana e confiscarne tutti i mezzi di propaganda, nonché a procedere in ugual modo contro altre società e loro branche in Serbia coinvolte in attività di propaganda contro la monarchia austro-ungarica [...];

3. A eliminare senza ulteriore indugio dalla pubblica istruzione del proprio paese [...] qualunque cosa induca o potrebbe indurre a fomentare la propaganda contro l'Austria-Ungheria;

4. A espellere dall'apparato militare e dalla pubblica amministrazione tutti gli ufficiali e i funzionari colpevoli di propaganda contro la monarchia austro-ungarica i cui nomi e le cui azioni il governo austro-ungarico si riserva il diritto di comunicare al Regio governo [serbo];

5. Ad accettare la collaborazione in Serbia di rappresentanti del governo austro-ungarico per la soppressione del movimento sovversivo diretto contro l'integrità territoriale della monarchia [austro-ungarica];

6. Ad adottare misure giudiziarie contro i complici del complotto del 28 giugno che si trovano sul territorio serbo; delegati del governo austro-ungarico prenderanno parte all'indagine a ciò attinente;

7. A provvedere con la massima urgenza all'arresto del maggiore Voijslav Tankosić e di un funzionario serbo a nome Milan Ciganović, che i risultati delle indagini dimostrano coinvolti nella cospirazione;

8. A prevenire con misure efficaci la cooperazione delle autorità serbe al traffico illecito di armi ed esplosivi oltre frontiera, a licenziare e punire severamente i funzionari dell'ufficio doganale di Schabatz e Loznica, rei di avere assistito i preparatori del crimine di Sarajevo agevolandone il passaggio oltre frontiera;

9. A fornire all'Imperial regio governo [austro-ungarico] spiegazioni in merito alle ingiustificate espressioni di alti ufficiali serbi […] i quali [...] non hanno esitato sin dal crimine del 28 giugno a esprimersi pubblicamente in termini ostili nei confronti del governo austro-ungarico; e infine;

10. A notificare senza indugio all'Imperial regio governo [austro-ungarico] l'adozione delle misure previste nei precedenti punti.»
Il governo austriaco attendeva la risposta del governo serbo entro le ore 6 pomeridiane di sabato 25 luglio. Il testo lasciava, come si vede, ampio margine d'azione all'Austria-Ungheria, benché tutto facesse pensare, in caso di inadempienza serba, alle estreme conseguenze.

## Le reazioni all'ultimatum austriaco (23-27 luglio)

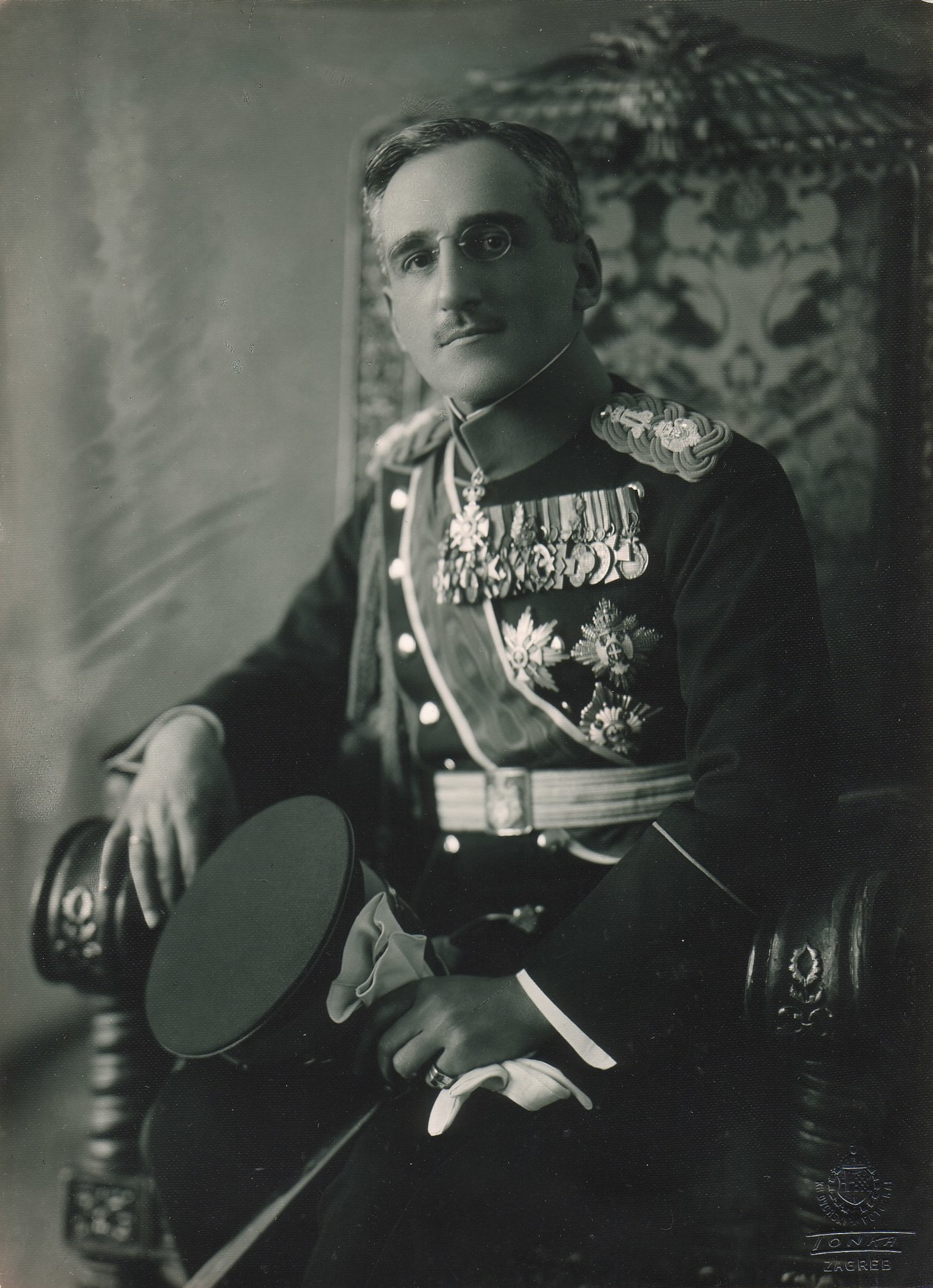
Il principe reggente serbo Alessandro chiese protezione per il suo paese all'ambasciatore russo a Belgrado.

Quando il testo dell'ultimatum si diffuse, fra i governi d'Europa si ebbero varie reazioni. A Londra il ministro degli esteri Edward Grey dopo aver letto l'ultimatum austriaco lo definì 
 e ingenuamente chiese il sostegno tedesco per un rinvio dei termini proponendo che Gran Bretagna, Francia, Germania e Italia facessero da mediatori della crisi. Azione analoga fu intrapresa dal ministro degli esteri russo Sergej Dmitrievič Sazonov il cui ambasciatore a Vienna ricevette, il 24 luglio, l'assicurazione da Berchtold che l'Austria-Ungheria non si proponeva «alcuna acquisizione territoriale».
Come i governi di Vienna e Berlino avevano calcolato, la Francia non poté reagire adeguatamente all'ultimatum. Il presidente Poincaré e il Primo ministro nonché ministro degli esteri René Viviani erano infatti ancora in navigazione nel viaggio di ritorno da San Pietroburgo.
Il reggente di Serbia Alessandro Karađorđević (figlio di re Pietro I di Serbia che aveva abbandonato il potere per motivi di salute) si presentò a tarda sera del 23 luglio all'ambasciata russa a Belgrado «ad esprimere la sua disperazione per l'ultimatum, al quale egli non vede possibilità di aderire interamente per uno Stato che abbia un minimo di dignità».

Il ministro Sazonov, d'accordo affinché la Serbia non cedesse in tutto ma non ancora pronto alla guerra, la mattina del 24 dopo la riunione del Consiglio dei ministri, telegrafò al suo ambasciatore a Belgrado: 

### Berchtold richiamato dalla Germania
In previsione del precipitare degli eventi, Berchtold fece comunicare la sera del 24 luglio al ministro degli esteri britannico Edward Grey che la nota austriaca non costituiva un ultimatum vero e proprio e che in caso di insoddisfazione dell'Austria-Ungheria alla risposta serba, non ci sarebbe stata che la rottura delle relazioni diplomatiche e l'inizio dei preparativi militari.

Lo stesso giorno fu preparato anche un messaggio per San Pietroburgo (inviato il 25 luglio con un corriere) in cui il governo austriaco spiegava come non fosse spinto da motivi egoistici: 
Venuta a conoscenza delle intenzioni dilatorie di Berchtold, la Germania si mosse e richiamò l'ambasciatore austriaco Szögyény-Marich a Berlino. Questi, tornato a Vienna, il 25 riferì a Berchtold che ad un rifiuto dell'ultimatum della Serbia la Germania si aspettava l'immediata dichiarazione di guerra dell'Austria e l'inizio delle operazioni militari, poiché ad ogni ritardo dell'inizio delle ostilità si ravvisava il grave pericolo di ingerenza di altre potenze.

### La risposta serba

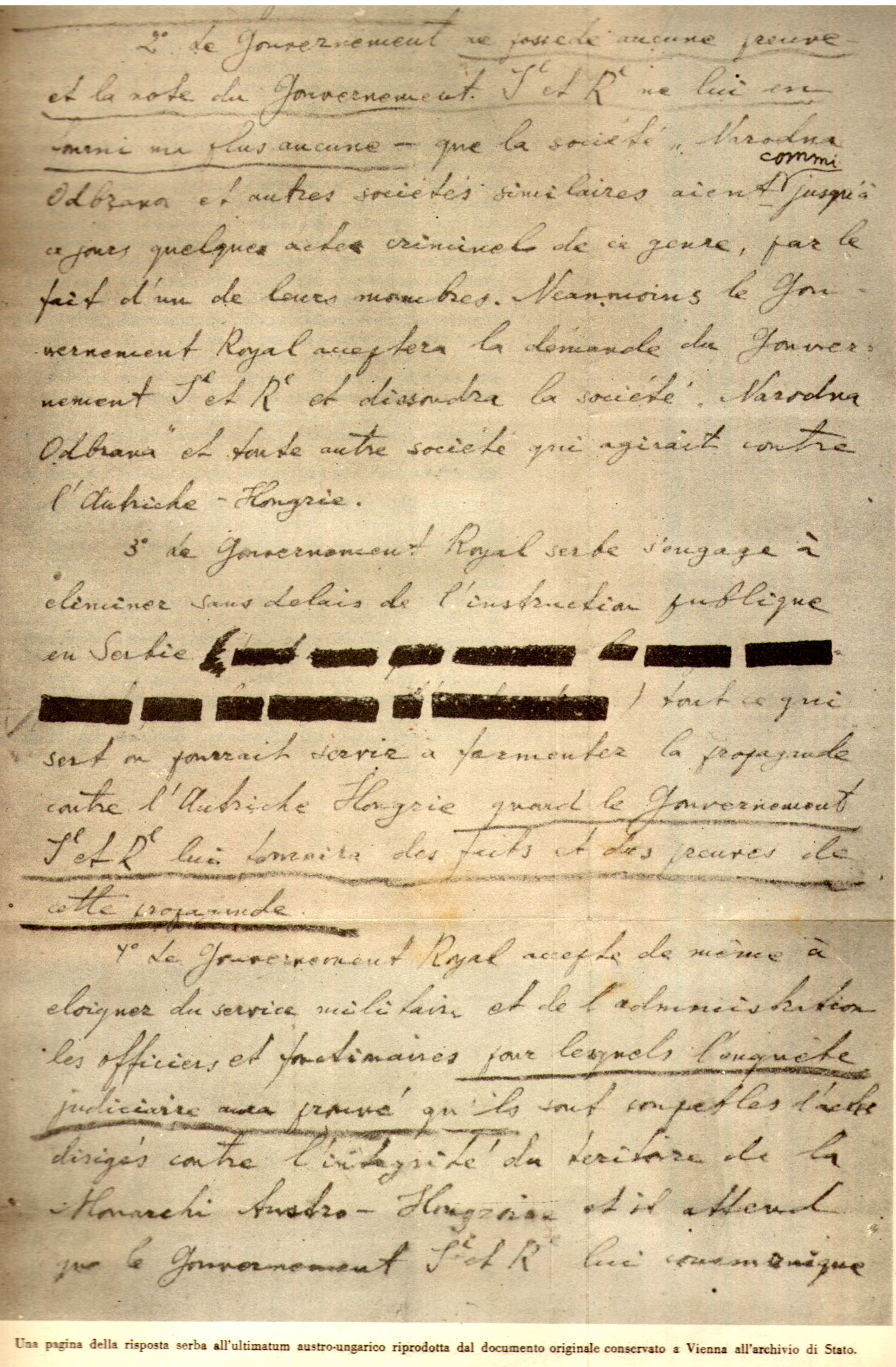
La pagina della risposta ufficiale serba in cui il governo di Belgrado trattava i punti 2), 3) e 4) dell'ultimatum austriaco.

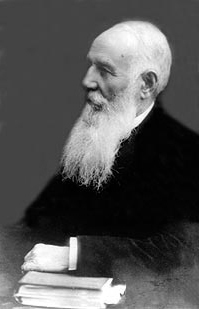
Il Primo ministro serbo Nikola Pašić lavorò giorno e notte alla risposta dell'ultimatum.

Il Primo ministro serbo Nikola Pašić e i suoi colleghi lavorarono giorno e notte, indecisi tra l'accettazione passiva dell'ultimatum e la tentazione di aggiungere condizioni o riserve che potessero consentire di sfuggire alle richieste di Vienna. Il documento finale, che a causa di un guasto alla macchina da scrivere fu ricopiato a mano, sembrò più simile ad una brutta copia che ad una risposta diplomatica ufficiale.
Nessuna riserva fu fatta da Belgrado ai punti 8) e 10); i punti 1), 2) e 3) vennero parzialmente accettati; ma le risposte date ai punti 4), 5) e 9) erano concepite in modo da eludere le domande dell'ultimatum. Quanto al punto 7) i serbi risposero che non era stato possibile procedere all'arresto di Milan Ciganović, che invece era stato fatto allontanare proprio dalle autorità serbe. Negativa, infine, la risposta al punto 6), la partecipazione cioè del governo austro-ungarico alle investigazioni sull'attentato del 28 giugno. Tale richiesta, oltre ad essere lesiva della sovranità della Serbia, presentava il pericolo che si facesse piena luce sull'attività della Mano Nera e dei suoi temuti dirigenti.

Alle ore 15:00 del 25 luglio la Serbia mobilitò l'esercito e quasi tre ore dopo, alle 17:58 (quindi a due minuti dalla scadenza dell'ultimatum), il Primo ministro Pašić consegnò la risposta serba all'ambasciatore austriaco, von Gieslingen, dicendo: 
 Gieslingen era infatti un generale che, come tale, obbediva alle istruzioni ricevute. Egli lesse da solo e in fretta il documento e, constatato che non rispondeva alle esigenze fissate da Berchtold, firmò la nota già preparata per l'evenienza e la fece recapitare a Pašić. Nella nota si diceva che, essendo spirato il termine delle richieste consegnate al governo serbo e non avendo ricevuto una risposta soddisfacente, egli abbandonava Belgrado quella sera stessa con tutto il personale della legazione.
Quello stesso 25 luglio, al diffondersi della notizia della rottura delle trattative fra Austria e Serbia, a San Pietroburgo lo Stato Maggiore russo avviò il "periodo di preparazione alla guerra" (primo passo per la mobilitazione) e a Parigi il governo francese richiamò segretamente in servizio i propri generali. Più distesa l'atmosfera a Londra.
L'Austria non era quindi ancora in guerra con la Serbia e, secondo il capo di stato maggiore Conrad, non sarebbe stata in grado di procedere ad una vera e propria invasione prima di qualche settimana. La Russia era ancora più indietro nei preparativi e il 27 luglio lo zar Nicola II, se da un lato sottolineò che il paese non poteva restare indifferente al destino della Serbia, dall'altra propose di aprire negoziati con Vienna, ma gli austriaci respinsero la proposta.

### La proposta britannica di una conferenza
Nonostante la crisi internazionale, domenica 26 luglio, il ministro degli esteri britannico Edward Grey trascorreva il week-end in campagna. A Londra, il sottosegretario Sir Arthur Nicolson telegrafò al ministro per suggerirgli di proporre alle potenze una conferenza durante la quale Austria, Serbia e Russia non avrebbero dovuto intraprendere operazioni militari.
Grey si affrettò a telegrafare la sua adesione all'idea di Nicolson alla quale fu data esecuzione alle 15 dello stesso 26 luglio con un telegramma diretto agli ambasciatori inglesi presso le grandi potenze e la Serbia. Nel telegramma si proponeva una conferenza a Londra tra i rappresentanti di Parigi, Roma e Berlino, con Grey per la Gran Bretagna, allo scopo di «trovare il modo di impedire complicazioni». Il giorno dopo, tuttavia, il Ministero della Guerra britannico diede istruzioni al generale Smith-Dorrien di presidiare «tutti i punti vulnerabili» nel sud del paese.
Le risposte alla proposta inglese furono piuttosto fredde: il Cancelliere tedesco Theobald von Bethmann-Hollweg temendo una sconfitta diplomatica non volle aderire. La Germania non sarebbe riuscita ad ottenere quello che desiderava, e cioè l'assenso ad un attacco alla Serbia che riabilitasse il prestigio austriaco. L'Italia aderì invece alla proposta, mentre la Francia tentennò fra il compiacere l'ambasciatore tedesco e l'agire direttamente sulla Russia una volta stabilita l'intenzione dell'Austria-Ungheria a non effettuare annessioni. San Pietroburgo prese tempo, date le speranze di Sazonov di venire direttamente con l'Austria ad un'intesa amichevole. In buona sostanza la proposta di Grey fallì ma allarmò la Germania per la piega moderata che poteva prendere la crisi.

### La Germania preme per la guerra
Dopo la rottura delle relazioni diplomatiche fra Austria-Ungheria e Regno di Serbia, il governo tedesco, coerentemente con quanto stabilito il giorno prima, il 26 luglio reclamò d'urgenza all'Austria «la dichiarazione di guerra e l'inizio delle operazioni militari». Ciò allo scopo di scongiurare pressioni in senso contrario: bisognava cioè evitare che la crisi venisse risolta prima che le forze austriache fossero riuscite a occupare Belgrado.
Il timore del ministro degli esteri tedesco Jagow era che, con lusinghe o con minacce, le altre potenze sarebbero potute intervenire e imporre una soluzione pacifica a Vienna. Ancora sollecitato, il ministro austriaco Berchtold fece pressione sul capo di stato maggiore Conrad che sostenne di non essere pronto, e alla domanda su quando avrebbe potuto dichiarare guerra alla Serbia, Conrad rispose: «Solo quando avremo fatto abbastanza progressi da poter iniziare le operazioni immediatamente: all'incirca il 12 agosto». Berchtold rispose che la situazione diplomatica non avrebbe retto tanto a lungo, e Conrad replicò che sarebbe stato necessario aspettare almeno fino al 4 o al 5 agosto. «Ciò è impossibile!» esclamò il ministro.

## L'Austria dichiara guerra alla Serbia (28 luglio)

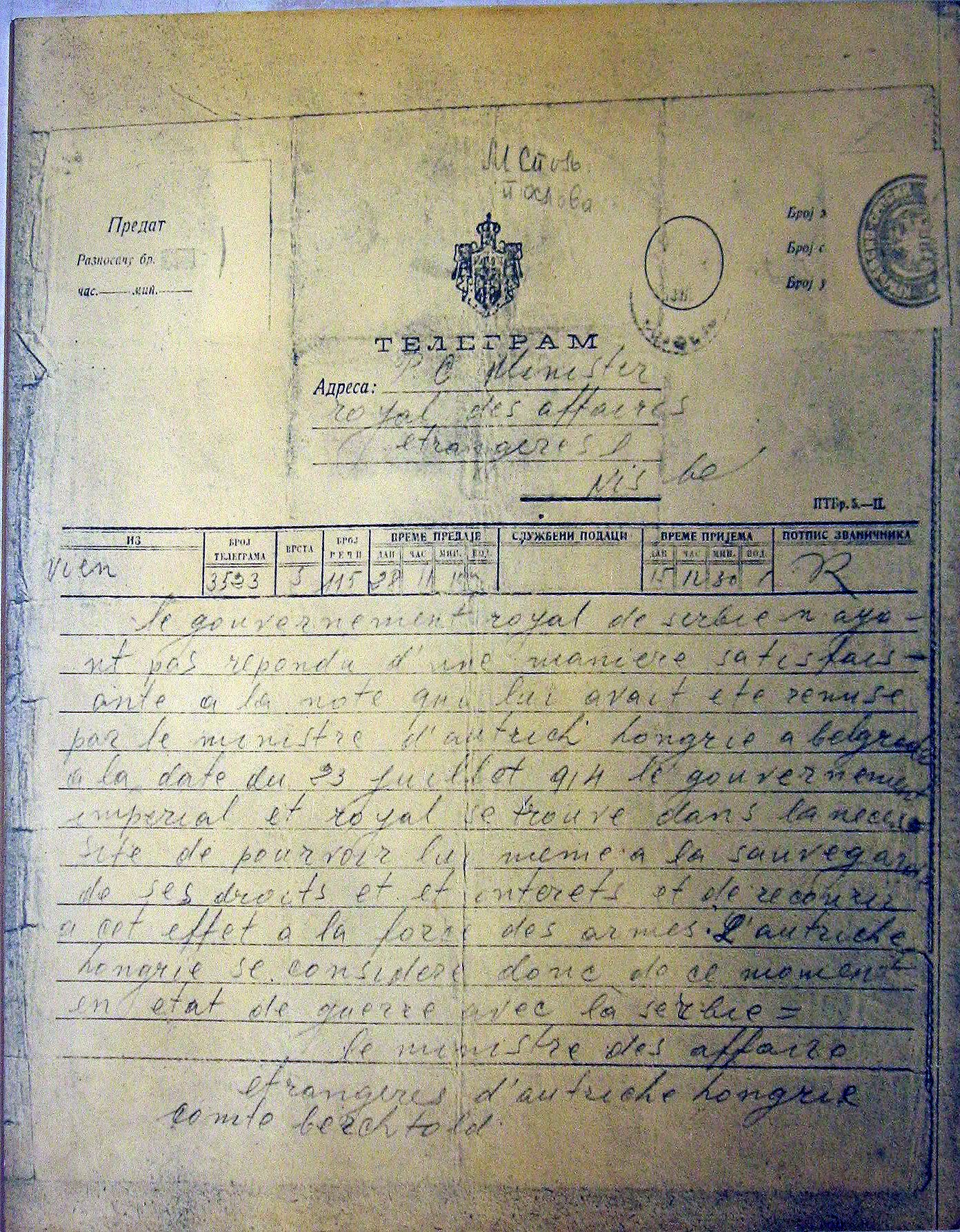
La minuta del telegramma con il quale l'Austria dichiarò guerra alla Serbia il 28 luglio 1914.

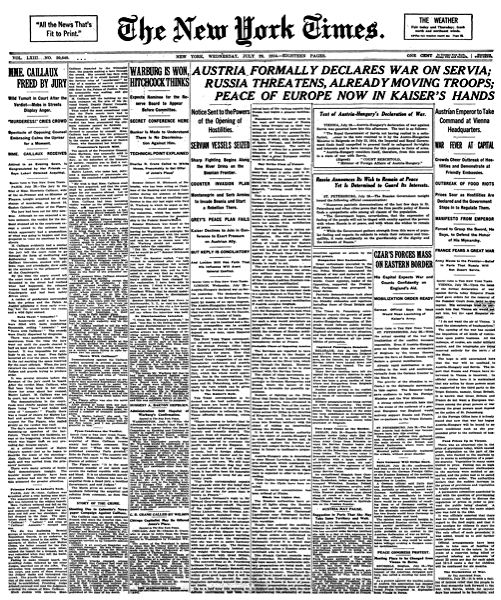
La prima pagina del New York Times del 29 luglio 1914: «L'Austria dichiara formalmente guerra alla Serbia; la Russia in allarme, truppe già in movimento; la pace dell'Europa nelle mani del Kaiser».

Nonostante il parere negativo del capo di stato maggiore Conrad, il governo austriaco il 28 luglio ordinò la mobilitazione parziale, esclusivamente diretta contro la Serbia; mentre l'imperatore di Germania Guglielmo II, in contrasto con quanto stabilito dal suo governo, si dichiarò disposto a fare da mediatore fra Austria e Serbia dichiarando che non c'era più alcun motivo, dopo la risposta di Belgrado all'ultimatum di Vienna, di far scoppiare una guerra. Guglielmo II aveva infatti definito la replica serba una «capitolazione oltremodo umiliante». Secondo il Kaiser, occorreva però, per costringere la Serbia a rispettare le promesse contenute nella risposta all'ultimatum, che l'Austria occupasse temporaneamente Belgrado (al di là del confine) e nulla più. Tali istruzioni del Kaiser al suo ministro degli esteri Jagow non influirono però sulla condotta dei diplomatici tedeschi a Vienna.
Risoluto ormai ad entrare in guerra al più presto, il governo austriaco si trovò nella necessità di chiedere l'autorizzazione a Francesco Giuseppe. In un'istanza di Leopold Berchtold all'imperatore del 27 luglio, si osservò che la risposta serba, per quanto inutile nella sostanza, era stata redatta in modo conciliante e poteva suggerire all'Europa tentativi di soluzione pacifica se non si creava subito una situazione netta. Nel documento si fingeva anche la circostanza che truppe serbe da piroscafi sul Danubio avevano sparato su truppe austro-ungariche, ed occorreva dare all'esercito quella libertà d'azione che avrebbe avuto solo in caso di guerra.
Francesco Giuseppe accolse l'istanza di Berchtold e alle ore 12 del 28 luglio un telegramma con la dichiarazione di guerra partì per Belgrado, l'Austria dichiarò ufficialmente guerra alla Serbia, confidando nell'appoggio tedesco nel caso in cui il conflitto si fosse esteso. Era iniziata la prima guerra mondiale, ma non molti se ne resero conto.

Il testo presentato a Francesco Giuseppe per la sua approvazione fu il seguente: 
Ma all'ultimo minuto Berchtold ritenne opportuno eliminare il riferimento al combattimento presso Temes Kubin e la dichiarazione di guerra partì senza.

## Lo Zar mobilita: si innesca la reazione a catena (29-30 luglio)

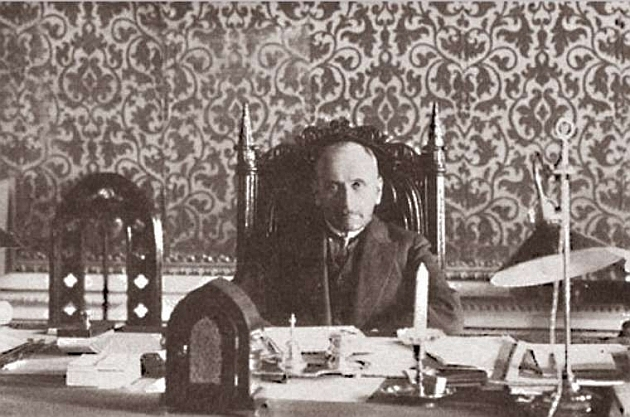
Il ministro degli esteri russo Sazonov sostenne la necessità della mobilitazione generale.

Appresa la sera del 28 luglio la dichiarazione di guerra dell'Austria-Ungheria alla Serbia, il ministro degli esteri russo Sergej Dmitrievič Sazonov comunicò alla sua ambasciata a Berlino che il giorno dopo il governo dello Zar avrebbe ordinato la mobilitazione nei distretti di Odessa, Kiev, Mosca e Kazan', cioè contro l'Austria.
Così, mentre l'artiglieria austriaca teneva sotto tiro le fortificazioni serbe lungo la frontiera, pronta ad aprire il fuoco in qualsiasi momento, la mattina del 29 luglio, la Russia chiamò alle armi una parte della sua enorme riserva di uomini: lo zar Nicola II pur non dichiarando guerra all'Austria, ordinò la mobilitazione parziale di quasi sei milioni di soldati.
Lo stesso giorno l'ambasciatore tedesco a San Pietroburgo, Friedrich Pourtalès, richiamò "molto seriamente" l'attenzione di Sazonov sul fatto che la continuazione delle misure di mobilitazione russa avrebbe obbligato la Germania alla mobilitazione e che in questo caso sarebbe stato quasi impossibile impedire la guerra europea.
Contemporaneamente, a Potsdam, si teneva una riunione fra Guglielmo II e alcuni suoi alti ufficiali e funzionari. Ancora ignari della mobilitazione parziale russa, essi discussero sulla situazione e il Kaiser rifiutò una proposta del Cancelliere Bethmann di offrire forti limitazioni della flotta tedesca in cambio della promessa di neutralità della Gran Bretagna. Rientrato nel suo ufficio, piuttosto avvilito, Bethmann trovò anche la notizia della mobilitazione russa.
Ad aggravare la posizione del Cancelliere, la stessa sera del 29, giunse a Berlino un telegramma dell'ambasciatore tedesco a Londra, Karl Max von Lichnowsky. Costui informava che il ministro Edward Grey aveva affermato che se la Francia fosse stata coinvolta nella guerra, la Gran Bretagna non sarebbe rimasta neutrale.
A questo punto il Cancelliere si rese conto che il gioco stava diventando troppo pericoloso e, coerentemente con il volere di Guglielmo II, telegrafò al suo ambasciatore in Austria nella notte fra il 29 e il 30 ordinandogli, praticamente, un dietro front:

### L'indecisione di Nicola II

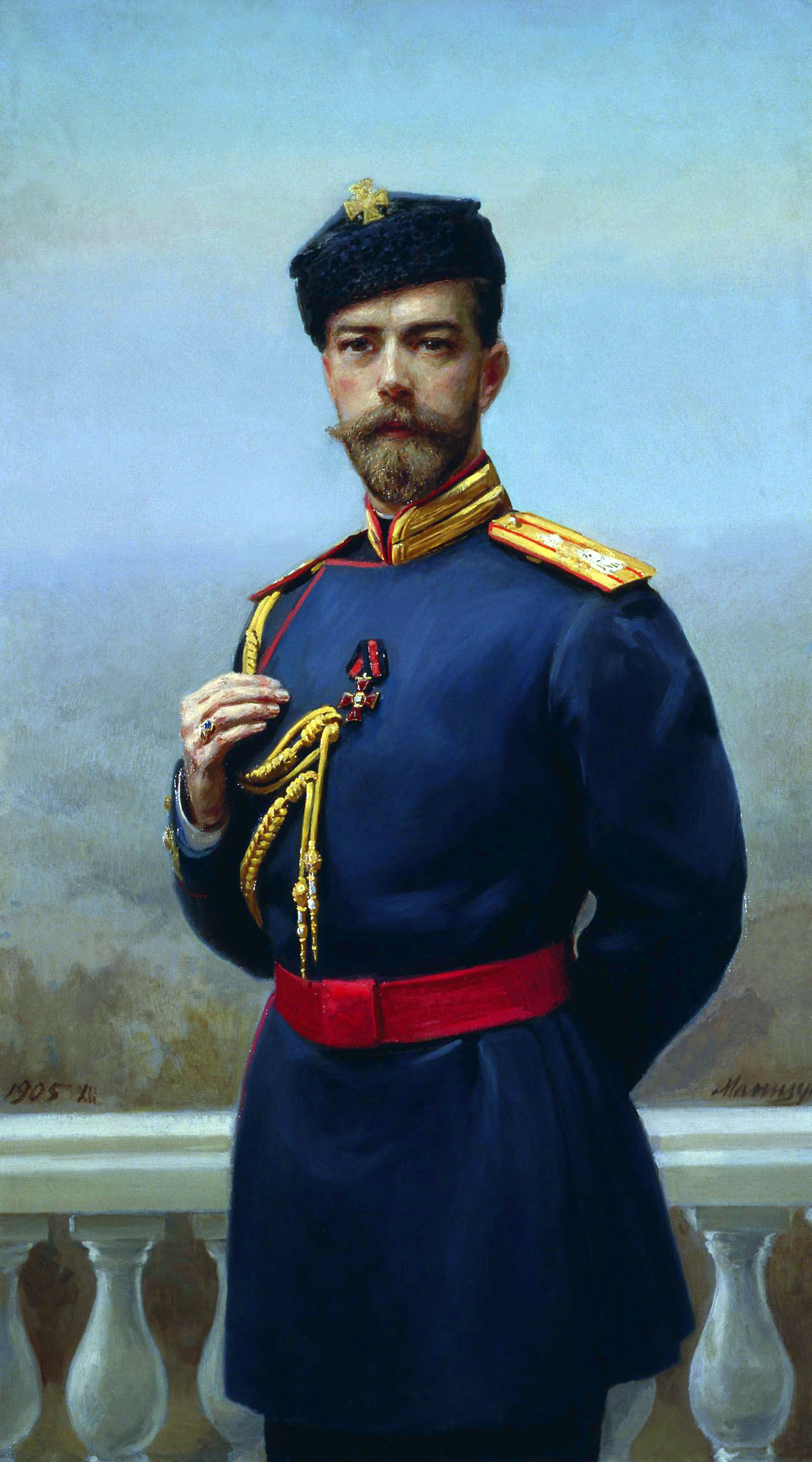
Lo zar Nicola II di Russia fu convinto dai suoi ministri a dare l'ordine di mobilitazione generale il 30 luglio.

La mobilitazione generale russa, il cui ordine lo zar Nicola II aveva firmato assieme a quello della mobilitazione parziale il 29 luglio, non era ancora operativa, ma si attivò allorquando si diffuse la notizia a San Pietroburgo del bombardamento austriaco di Belgrado effettuato lo stesso giorno dai pontoni sul Danubio. L'opinione pubblica russa era furente contro l'Austria; lo Zar spaventato da un conflitto con la Germania, si appellò direttamente al Kaiser telegrafandogli: « [...] ti prego in nome della nostra antica amicizia, di fare il possibile per impedire ai vostri alleati [austriaci] di oltrepassare il limite». Il telegramma si incrociò con un altro telegramma inviato dal Kaiser allo Zar: « [...] sto esercitando tutta la mia influenza per indurre gli austriaci a trattare immediatamente per arrivare ad un'intesa soddisfacente con voi».
Nel tardo pomeriggio del 29 luglio, confortato dal telegramma del Kaiser, Nicola II inviò ai capi di stato maggiore l'ordine di evitare la mobilitazione generale e di dare corso soltanto a quella parziale. Successivamente lo Zar ricevette un altro telegramma di Guglielmo II che invitava la Russia a restare "spettatrice del conflitto austro-serbo" e nel quale si offriva come mediatore fra Russia e Austria.
Ciò convinse lo Zar che alle 21:30 diede ordine di sospendere la mobilitazione parziale, ma il capo di stato maggiore Januškevič lo avvertì che ormai era troppo tardi per fare marcia indietro; il meccanismo era già in moto in tutto l'impero.
Dal canto suo Guglielmo II non riuscì a dissuadere il proprio stato maggiore dal rispondere alla mobilitazione parziale della Russia con misura analoga e grazie ad un avvicinamento delle posizioni di militari e civili avvenuto tra il pomeriggio e la sera del 30 verso i mezzi estremi, la Germania si avviava a proclamare lo "stato di pericolo di guerra".

Il 30, a San Pietroburgo, allorché giunse voce che la Germania era in pre-mobilitazione, lo Zar ricevette pesanti pressioni dal ministro della Guerra Vladimir Aleksandrovič Suchomlinov e dal ministro Sazonov affinché firmasse l'ordine di mobilitazione generale. Nicola II esitò, fin quando, convintosi della minaccia di un imminente attacco tedesco si decise e ordinò al ministro degli esteri: 
Alle ore 16 del 30 luglio lo Zar firmò l'ordine di mobilitazione generale, da attivarsi per il giorno dopo, 31 luglio.
L'opinione pubblica russa era favorevole alla totale solidarietà verso gli slavi della Serbia, e le speranze russe - ammesso che ve ne fossero ancora - di servirsi della mobilitazione non per muovere guerra, ma come deterrente si dimostrarono illusorie.

## La mobilitazione generale austriaca (30-31 luglio)

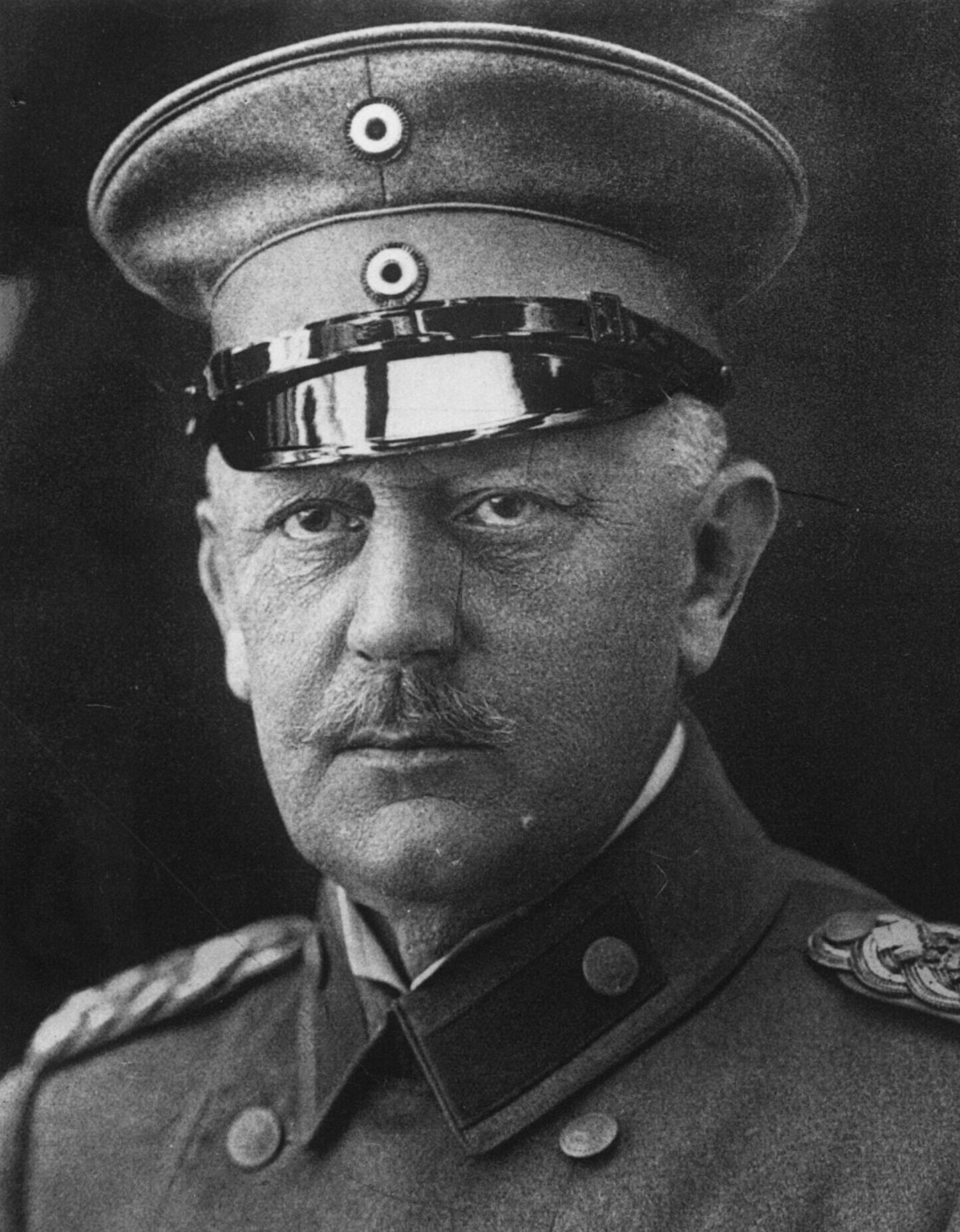
Il capo di stato maggiore tedesco Helmuth von Moltke travalicò le intenzioni dei suoi capi politici e condizionò l'Austria verso la mobilitazione generale.

La mattina del 30 luglio Guglielmo II ebbe la notizia della mobilitazione parziale russa. Risentito con lo Zar, al quale nei giorni precedenti aveva inviato messaggi di collaborazione, annotò: «Allora devo mobilitare anch'io!». Tale atteggiamento bellicoso influì sul capo di stato maggiore tedesco Helmuth Johann Ludwig von Moltke che travalicò le intenzioni del Kaiser e quelle del Cancelliere.
Moltke, infatti, in assoluto contrasto con il messaggio di Bethmann della notte tra il 29 e il 30, inviò, fra il pomeriggio e la notte del 30 al suo omologo austriaco Conrad due telegrammi, il secondo dei quali riassumeva il primo: «Tener fermo contro la mobilitazione russa. L'Austria-Ungheria deve essere preservata. Quindi mobilitare subito contro la Russia. La Germania mobiliterà. Costringere con compensi l'Italia al suo dovere di alleata».
Quando la mattina del 31 luglio Berchtold lesse i due telegrammi di Moltke, confrontandoli con quello del giorno prima di Bethmann, esclamò:
 E rivolto agli altri ministri riuniti per decidere sulla minaccia della mobilitazione russa: 
Agli occhi del ministro austriaco, dunque, Moltke contava ora più di chiunque altro in Germania e si poteva quindi procedere per la mobilitazione generale, per la quale fu deciso di sottoporre subito l'ordine a Francesco Giuseppe. Questi firmò l'atto che pervenne al Ministero della Guerra alle 12:23 del 31 luglio 1914.

## La Germania in guerra

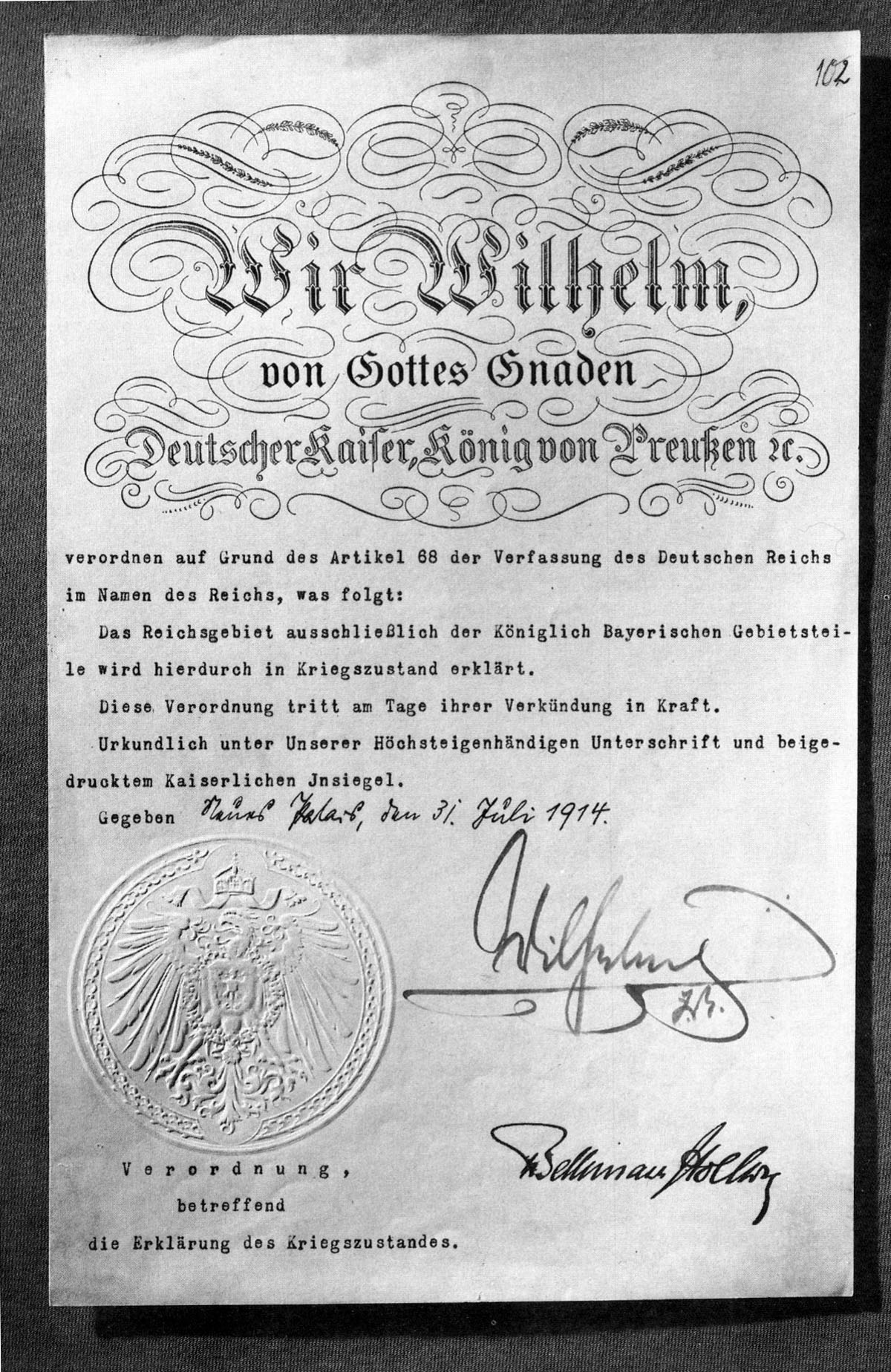
L'ultima pagina delle disposizioni tedesche, firmate il 31 luglio da Guglielmo II e Theobald von Bethmann-Hollweg, relative allo "stato di pericolo di guerra".

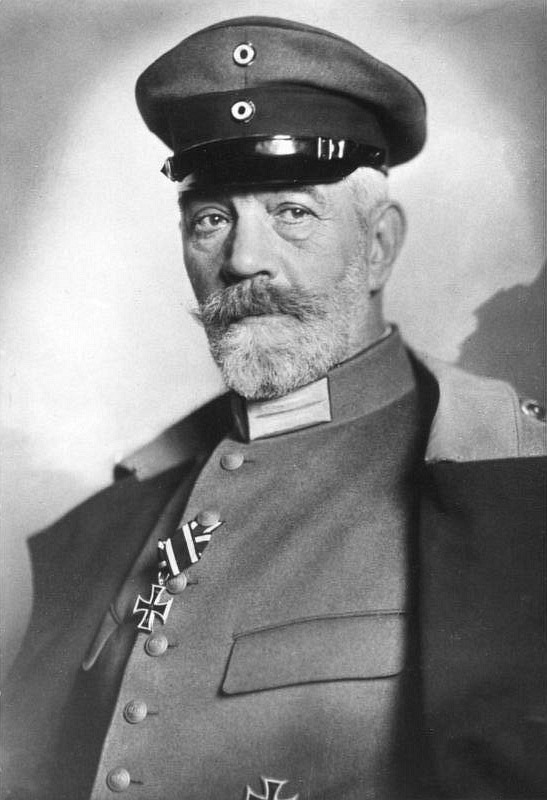
Il cancelliere Bethmann-Hollweg si schierò a favore della guerra europea solo di fronte alla mobilitazione generale russa.

La notizia della mobilitazione generale russa fece il gioco del capo di stato maggiore tedesco Moltke e vinse ogni possibile esitazione di Bethmann-Hollweg e di Guglielmo II. La sequenza degli eventi che si sarebbero succeduti era prestabilita dai piani tedeschi: proclamazione dello "stato di pericolo di guerra"; ultimatum alla Russia che sarebbe stato quasi sicuramente respinto; mobilitazione e guerra.
Bethmann comunicò il 31 luglio a Londra, San Pietroburgo, Parigi e Roma che in Germania era stato proclamato lo "stato di pericolo di guerra" e aggiunse che la mobilitazione tedesca sarebbe seguita solo se la Russia non avesse revocato la sua. Ma all'ambasciatore a Vienna Heinrich von Tschirschky telegrafò:

A Berlino, lo stesso 31 luglio, uno dei maggiori industriali tedeschi, Walther Rathenau pubblicò un articolo sul "Berliner Tageblatt" protestando contro la cieca lealtà della Germania verso l'Austria: 
A questo punto la situazione comportava per i tedeschi una guerra sia con la Russia che con la Francia. La Germania, infatti, doveva tenere conto dell'alleanza franco-russa stipulata nel 1894. Se in virtù di questa alleanza la Francia avesse riunito tutto il suo potenziale bellico e avesse dichiarato guerra alla Germania mentre le armate tedesche avanzavano in Russia, la Germania avrebbe corso il rischio di trovarsi in difficoltà, se non addirittura sconfitta ad ovest. Per scongiurare questa eventualità nel 1904 l'allora capo di stato maggiore tedesco Alfred von Schlieffen ideò il piano omonimo atto a sconfiggere la Francia con una rapida guerra attraverso il Belgio per poi rivolgere tutte le forze contro la Russia, nel frattempo impegnata nella lenta e macchinosa mobilitazione. La Germania avrebbe così evitato una logorante e pericolosa guerra su due fronti.

### L'ultimatum tedesco alla Russia
Il telegramma per l'ambasciatore tedesco a San Pietroburgo, Pourtalès, contenente l'ultimatum alla Russia partì da Berlino alle 15:30 del 31 luglio. Esso, redatto da Bethmann in persona, era così concepito:

Il telegramma di Bethmann arrivò a San Pietroburgo solo alle 21:30 e, intorno alla mezzanotte, l'ambasciatore tedesco Pourtalès si recò dal ministro Sazonov per consegnargli l'ultimatum della Germania. Sazonov replicò dicendo che ragioni tecniche impedivano di revocare la mobilitazione ma, aggiunse, che ciò non implicava la guerra e i negoziati potevano continuare. Chiese poi a Pourtalès se la mobilitazione tedesca avrebbe, invece, portato inevitabilmente alla guerra, al che l'ambasciatore rispose: «ci troveremmo a due dita dalla guerra».
Questa affermazione, che lasciava anche un minimo di speranza di pace dopo l'ordine di mobilitazione tedesca, illuse Sazonov di avere ancora un piccolo margine di manovra; ciò non era vero, dato che le procedure della mobilitazione tedesca prevedevano, una volta avviate, necessariamente la guerra. Probabilmente neanche Pourtalès si rese conto che il documento che aveva appena consegnato a Sazonov era un ultimatum vero e proprio.
Il motivo per cui Bethmann non chiarì nell'ultimatum alla Russia che la mobilitazione tedesca avrebbe portato alla guerra è spiegabile con il desiderio dello stato maggiore tedesco di non allarmare troppo i russi, dal momento che ciò avrebbe accelerato i loro preparativi militari.

### L'ultimatum tedesco alla Francia

Il piano Schlieffen portò la Germania alla guerra prevedendo, in caso di mobilitazione contro la Russia, un attacco alla Francia.

Contemporaneamente al telegramma per San Pietroburgo, da Berlino partì anche quello per l'ambasciatore tedesco a Parigi Wilhelm von Schoen. Il testo era pressoché simile a quello per l'ambasciatore in Russia ma si rivelava più incisivo e chiaro quando precisava:

L'ambasciatore tedesco Schoen si presentò al Ministero degli esteri francese verso le 19 dello stesso 31 luglio e, consegnato l'ultimatum con cui la Francia doveva stabilire la sua eventuale, improbabilissima, neutralità, ne rendeva conto a Berlino in un telegramma che partì la sera. Schoen riferì che il Presidente del consiglio René Viviani gli aveva detto di 
 e, sulla questione della neutralità, di poter rispondere all'invito tedesco per le 13 del giorno dopo.

### La Germania dichiara guerra alla Russia (1º agosto)

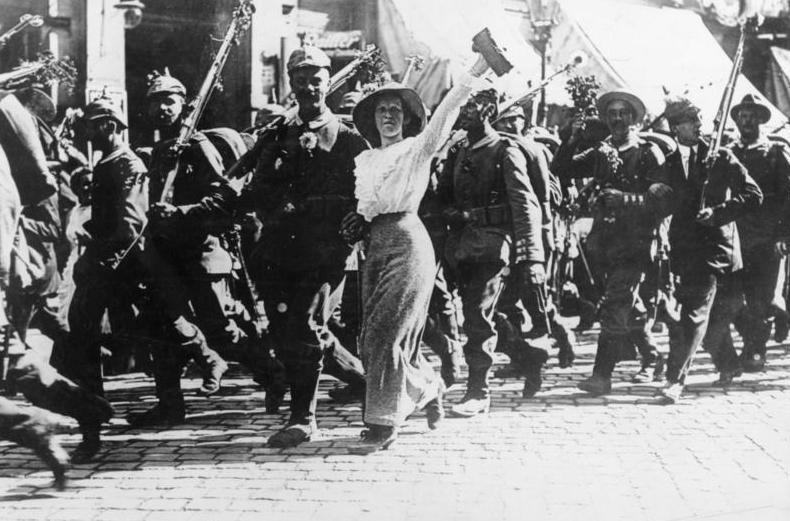
La mobilitazione tedesca del 1914.

Alle 12:52 del 1º agosto, e cioè dopo 52 minuti dalla scadenza dell'ultimatum alla Russia, fu telegrafato da Berlino all'ambasciatore a San Pietroburgo Pourtalès il testo della dichiarazione di guerra. Il documento doveva essere consegnato, in caso di risposta non soddisfacente, alle 17 ora dell'Europa centrale.
Alle 16, a Berlino, visto il silenzio del governo russo, il ministro della Guerra Erich von Falkenhayn sollecitò il cancelliere Bethmann a recarsi con lui dall'Imperatore per la firma dell'ordine di mobilitazione generale. Alle 17 il Kaiser firmò l'ordine, dopo di che Falkenhayn esclamò: «Dio benedica Vostra Maestà e le sue armi. Dio protegga la nostra Patria».

Alle 19 di quello stesso 1º agosto, a San Pietroburgo, l'ambasciatore tedesco Pourtalès si recò dal ministro Sergej Dmitrievič Sazonov per avere notizie. Recava con sé la dichiarazione di guerra che gli era pervenuta solo alle 17:45 e che aveva dovuto anche decifrare. Incontrato Sazonov, gli domandò se il governo russo fosse pronto a dare una risposta soddisfacente all'ultimatum. Il ministro degli esteri rispose negativamente. Pourtalès allora gli ripeté la domanda rilevando le gravi conseguenze che sarebbero derivate dal non tener conto dell'ingiunzione tedesca. Sazonov rispose come prima. Allora, l'ambasciatore, traendo di tasca un foglio piegato, ripeté per la terza volta con voce tremante la domanda. Sazonov disse che non aveva nulla da aggiungere. Profondamente sconvolto Pourtalès disse con visibile sforzo: 
 e con mano esitante tese la dichiarazione di guerra al ministro russo.

Dopo di che l'ambasciatore perse ogni dominio di sé e, avvicinandosi ad una finestra, scoppiò in lacrime. Ricorda Sazonov nelle sue memorie: 

### Equivoci sulla neutralità inglese e francese

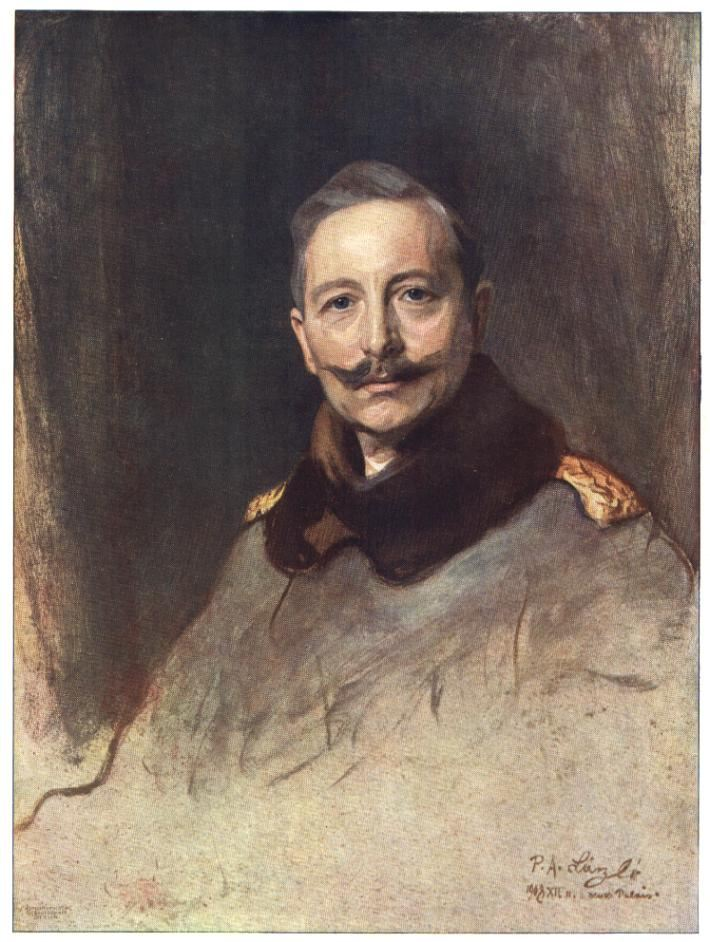
Il kaiser Guglielmo II di Germania ebbe durante la crisi un comportamento contraddittorio.

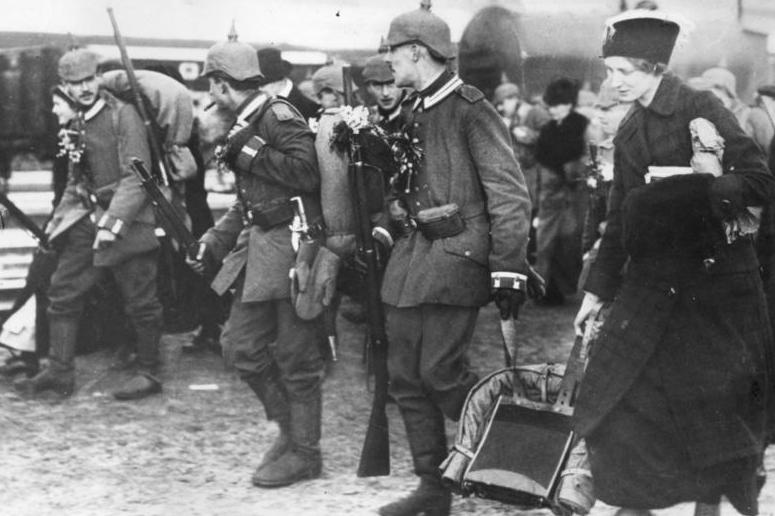
Un altro momento della mobilitazione tedesca.

A Parigi, lo stesso 1º agosto, l'ambasciatore tedesco Schoen si recò da Viviani per conoscere la decisione riguardo all'ultimatum tedesco sull'eventuale neutralità francese, consegnato la sera prima. Disorientando il diplomatico tedesco, Viviani rispose: «La Francia si ispirerà ai suoi interessi» né il presidente del Consiglio francese si esprimerà più chiaramente dopo. Nel pomeriggio, su pressante richiesta del capo di stato maggiore francese Joseph Joffre e su disposizione del Consiglio dei ministri, alle 15:55, i telegrammi predisposti per l'occasione vennero consegnati e spediti in tutta la Francia. Essi recavano l'ordine: «Il primo giorno di mobilitazione è domenica 2 agosto».
A Berlino, ancora il 1º agosto, appena emanato l'ordine di mobilitazione generale tedesca, un messaggio da Londra (giunto poco più di un'ora prima) dell'ambasciatore tedesco Karl Max von Lichnowsky illuse la Germania che, se non avesse attaccato la Francia, questa non si sarebbe mossa a difendere la Russia. Né la Gran Bretagna sarebbe entrata in guerra. Guglielmo e i suoi collaboratori erano euforici, la Germania avrebbe combattuto solo contro la Russia. Moltke, invece, si trovò in difficoltà, perché i piani militari tedeschi prevedevano solo una guerra con entrambe le potenze. Anzi, il Piano Schlieffen, come abbiamo visto, prevedeva innanzi tutto un attacco alla Francia.
Quando arrivò la smentita da re Giorgio V del Regno Unito, che nessuno assicurava la neutralità inglese, né tanto meno quella francese, Moltke, sentito Guglielmo II, dette l'ordine di invadere il Lussemburgo.
Il 2 agosto l'intera marina britannica venne mobilitata e la Gran Bretagna fornì anche rassicurazioni segrete alla Francia: se la flotta tedesca fosse entrata nel Mare del Nord o nella Manica per attaccare navi francesi, la flotta inglese avrebbe fornito «tutto l'appoggio possibile».
Ma i piani bellici tedeschi non puntavano ad una vittoria navale nel Mare del Nord o nella Manica, bensì ad una rapida marcia attraverso il Belgio. E per raggiungere questo obiettivo alle 19 del 2 agosto la Germania inviò un ultimatum al governo di Bruxelles, concedendogli dodici ore di tempo per acconsentire al transito alle truppe tedesche. I belgi rifiutarono: «se il governo belga accettasse le richieste che gli sono state consegnate» fecero sapere a Berlino da Bruxelles «sacrificherebbe l'onore della nazione e tradirebbe i propri impegni in Europa».
Il riferimento del comunicato belga era al trattato dei XVIII articoli del 26 giugno 1831 che imponeva al Belgio la "perpetua neutralità" garantita dalle grandi potenze. L'impegno alla neutralità belga fu poi confermato il 14 ottobre con il trattato dei XXIV articoli che fu ratificato il 19 aprile 1839. Il 2 agosto 1914 quel trattato era ancora in vigore.

### La Germania dichiara guerra alla Francia (3 agosto)

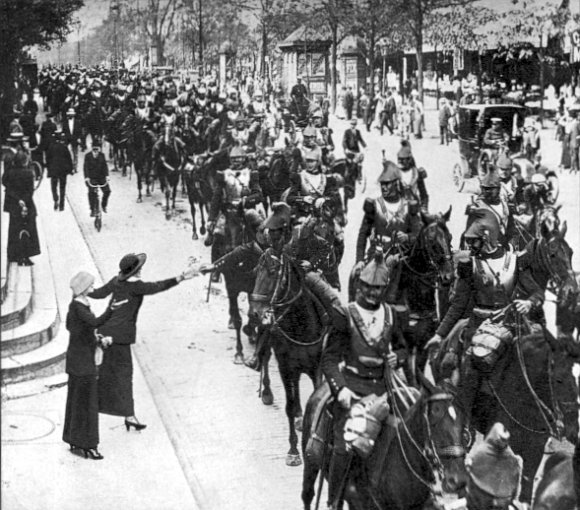
Un reparto di cavalleria francese attraversa Parigi nell'agosto 1914.

Nonostante gli Stati Maggiori di Germania e Francia non desiderassero sconfinamenti o incidenti alla frontiera comune, è accertato che l'ordine di astenersi da ogni atto ostile sia stato rispettato, fra il 1º e il 3 agosto, più nelle linee francesi che in quelle opposte e che i tedeschi, desiderosi di considerarsi aggrediti dalla Francia, si spesero in proteste più esagerate e infondate di quelle francesi. Tanto che per due anni il popolo tedesco credette che, in quei giorni, aerei francesi avessero lanciato bombe su Norimberga. Moltke propose e ottenne che a questo episodio (poi ampiamente smentito) si accennasse nella dichiarazione di guerra.
Una volta in guerra con la Russia, i tempi richiesti dal piano Schlieffen erano strettissimi. Tuttavia non si tralasciarono le formalità e, per non invogliare la Gran Bretagna a scendere in campo a fianco della Francia, la Germania, trascorso il termine in cui la Francia poteva dichiarare la sua neutralità, procedette con una regolare dichiarazione di guerra in cui si denunciavano presunti sconfinamenti francesi in territorio tedesco.
Di fronte alla mobilitazione francese del giorno prima, il 3 agosto l'ambasciatore di Berlino a Parigi, Schoen, a cui era stato ordinato di consegnare la dichiarazione di guerra per le 18, si mosse in automobile verso le 18:15. Prima uno, poi un secondo esagitato si lanciarono sulla vettura apostrofando il diplomatico tedesco violentemente. Tre agenti francesi accorsero in aiuto di Schoen che, così, arrivò illeso al Quai d'Orsay, il palazzo del Ministero degli esteri francese.

#### L'incontro fra Schoen e Viviani
L'ambasciatore tedesco Schoen, tratta di tasca la dichiarazione preparata in forma di lettera, ne diede lettura al Presidente del consiglio e ministro degli esteri, René Viviani. Essa diceva:
Viviani, ascoltata in silenzio la lettura e ritirata la dichiarazione di guerra, protestò sostenendo che, mentre la Francia aveva tenuto le sue truppe a dieci chilometri dal confine (disposizione però revocata nel pomeriggio del 2 agosto), pattuglie tedesche erano entrate in Francia ad uccidere soldati francesi. Schoen rispose di non saperne nulla. Non avendo i due uomini altro da dirsi, Viviani accompagnò fino all'automobile l'ambasciatore che, fatto un saluto profondo, partì.

## La Gran Bretagna in guerra

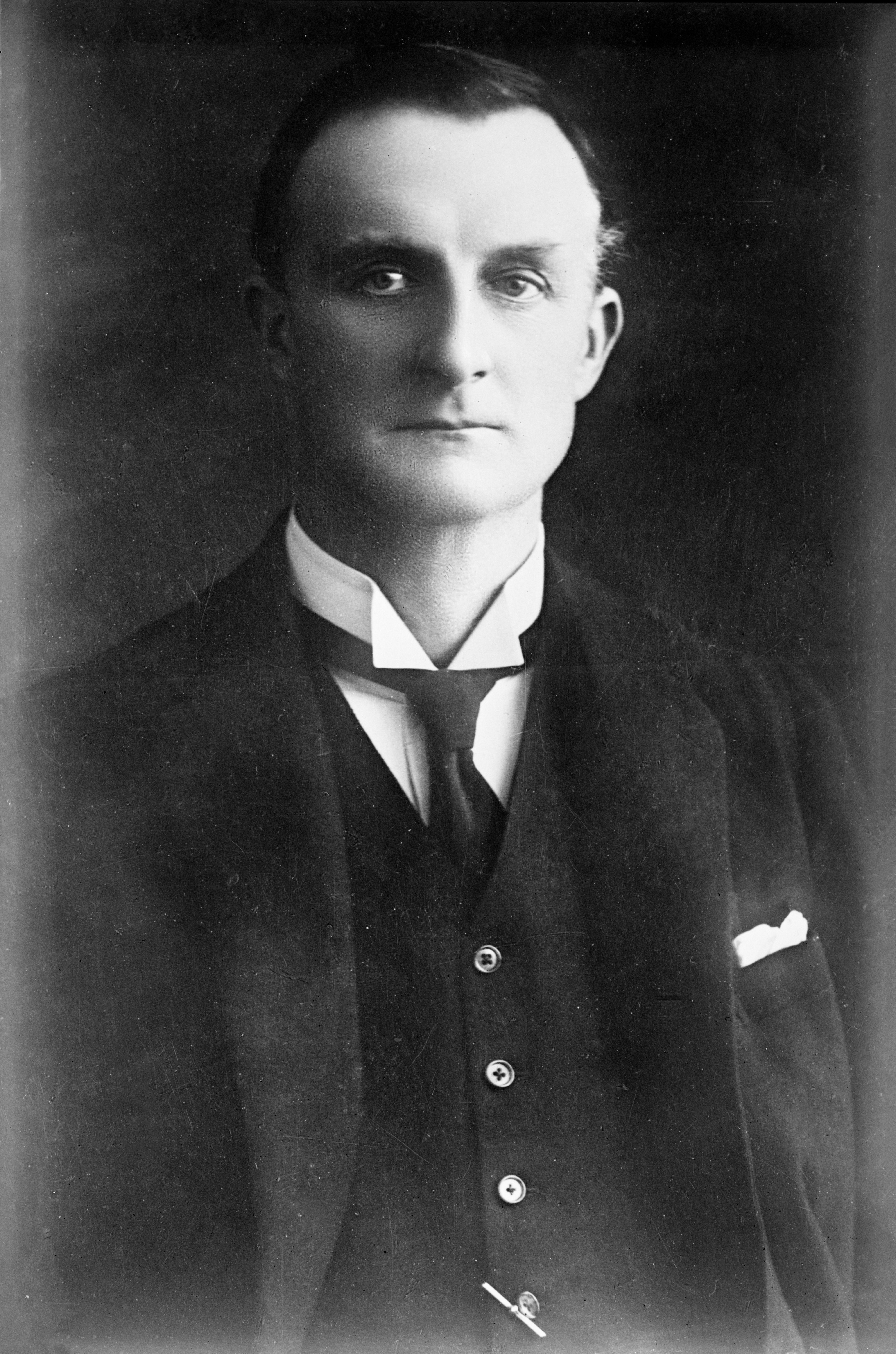
Il ministro degli esteri britannico Edward Grey sostenne l'entrata in guerra della Gran Bretagna contro la Germania per motivi strategici.

Il 1º agosto, a Londra, autorizzato dal suo governo, il ministro degli esteri Edward Grey ammonì l'ambasciatore tedesco Lichnowsky che una violazione della neutralità del Belgio avrebbe portato, molto probabilmente, la Gran Bretagna ad intervenire nel conflitto. Ciononostante, il giorno dopo, il 2 agosto, il Belgio ricevette l'ultimatum da parte della Germania la quale, per l'attuazione del piano Schlieffen, necessitava di attraversare il territorio belga per attaccare la Francia.

Appreso il rifiuto del Belgio a rimanere neutrale di fronte all'avanzata tedesca, Grey alle 14 del 4 agosto inviò al suo ambasciatore a Berlino Edward Goschen un telegramma da inoltrare alla Germania. Era un ultimatum: constatato il rifiuto belga all'ultimatum tedesco nonché lo sconfinamento di truppe tedesche a Gemmenich (frazione del comune di Plombières), la Germania doveva far pervenire entro la mezzanotte (23 ora di Londra) l'assicurazione al rispetto della neutralità del Belgio. Proseguiva Grey rivolto al suo ambasciatore: 
La Germania tuttavia non aveva scelta: il suo piano globale di guerra era già in atto. Il 3 agosto durante una seduta del gabinetto prussiano a Berlino, Bethmann-Hollweg anticipò ai colleghi che l'entrata in guerra della Gran Bretagna era inevitabile. Ma la fiducia che l'alto comando tedesco riponeva nel proprio esercito era assoluta, tanto che lo stesso giorno, prima ancora che la Germania invadesse il Belgio, le truppe tedesche superarono la frontiera e occuparono tre città della Polonia russa.

### Un "pezzo di carta"
Quando verso le 19 dello stesso 4 agosto, l'ambasciatore inglese Goschen si recò dal ministro degli esteri tedesco Jagow per presentargli l'ultimatum, questi gli disse di non poter rispondere se non come ad un loro precedente colloquio sullo stesso tema: «no». Ma che a prescindere dalla risposta, le truppe tedesche erano già in Belgio. L'ambasciatore chiese allora i passaporti e passò a prendere congedo dal Cancelliere Bethmann-Hollweg.
Questi gli tenne un infervorato discorso e, riferito al trattato che assicurava la neutralità del Belgio dal 1839, gli disse che la Gran Bretagna aveva preso una decisione terribile solo per la parola "neutralità", solo per un "pezzo di carta" per il quale si accingeva ad attaccare una nazione consanguinea che desiderava esserle amica. Bethmann disse a Goschen che era come colpire alle spalle chi lottava per la sua vita contro due aggressori e che rigettava sull'Inghilterra la responsabilità dei terribili eventi cui si poteva andare incontro.
Goschen difese la validità della scelta britannica ma poi ebbe un crollo psicologico e scoppiò in lacrime. Prima di congedarsi completamente da Bethmann, gli chiese il permesso di trattenersi qualche minuto nella sua anticamera per non farsi vedere in quello stato dal personale della Cancelleria.

### La dichiarazione di guerra alla Germania (4 agosto)

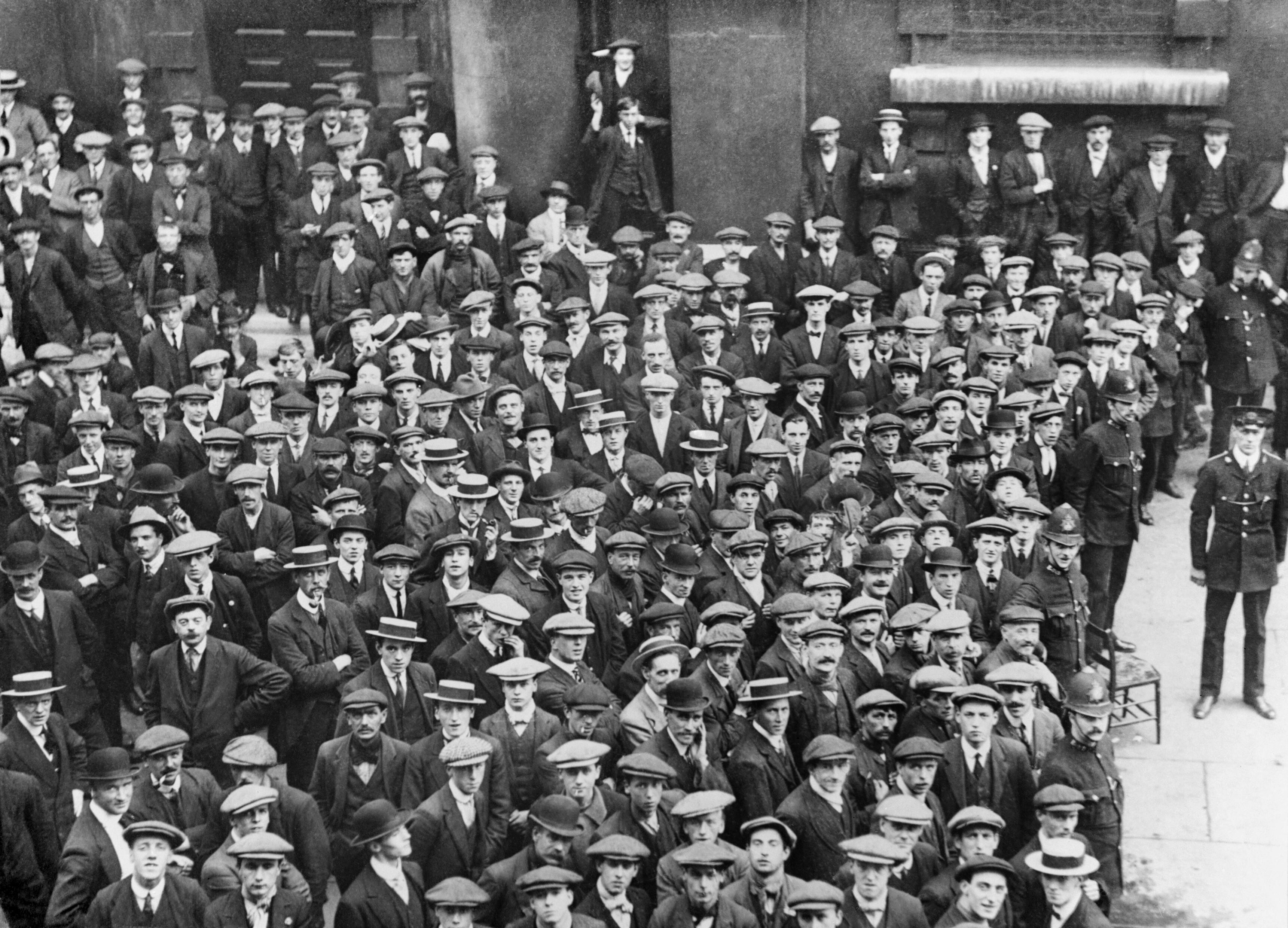
Folla di volontari inglesi nell'agosto 1914.

Come abbiamo visto, sette ore prima della scadenza dell'ultimatum inglese, le truppe tedesche avevano già oltrepassato la frontiera belga. Alle ore 23:05 dello stesso 4 agosto, trascorsi i termini dell'ultimatum, un giovane funzionario del Foreign Office consegnò all'ambasciatore tedesco a Londra, Lichnowsky, che era già andato a letto, la stesura definitiva della dichiarazione di guerra della Gran Bretagna alla Germania, a firma di Grey:

Diffusasi la notizia, davanti all'ambasciata britannica a Berlino si radunò immediatamente una gran folla, che cominciò a tirare sassi contro i vetri dell'edificio e lanciare insulti. La mattina seguente un emissario del Kaiser, che era venuto a porgere le scuse per gli incidenti, non seppe resistere alla tentazione di far osservare all'ambasciatore inglese Goschen che le proteste erano la spia «di quanto sia il risentimento che l'Inghilterra ha suscitato tra la popolazione schierandosi contro la Germania, dimenticando che noi abbiamo combattuto fianco a fianco a Waterloo». Goschen e i suoi collaboratori si prepararono a lasciare Berlino.

Sir Edward Grey, che aveva tentato di evitare che l'Austria-Ungheria invadesse la Serbia ma, insieme al suo governo, si era rifiutato di dare garanzie formali alla Francia, si schierò ora a favore della guerra contro la Germania rifacendosi a considerazioni molto più ampie che non la semplice violazione della neutralità belga. All'ambasciatore statunitense a Londra disse: 

## L'Italia durante la crisi

### Il silenzio degli alleati

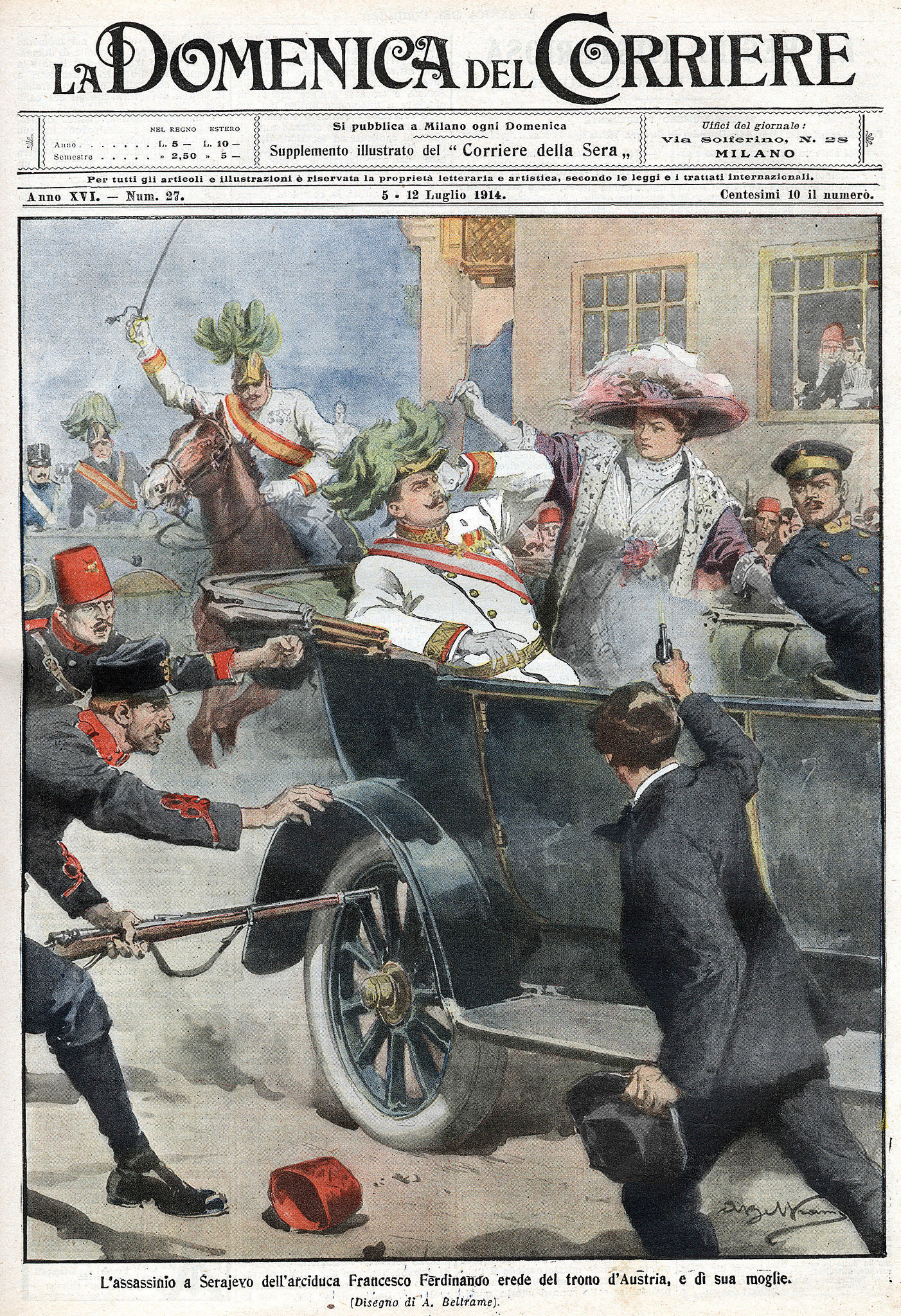
La copertina della Domenica del Corriere dedicata all'attentato di Sarajevo del 28 giugno 1914 che aprì la crisi di luglio.

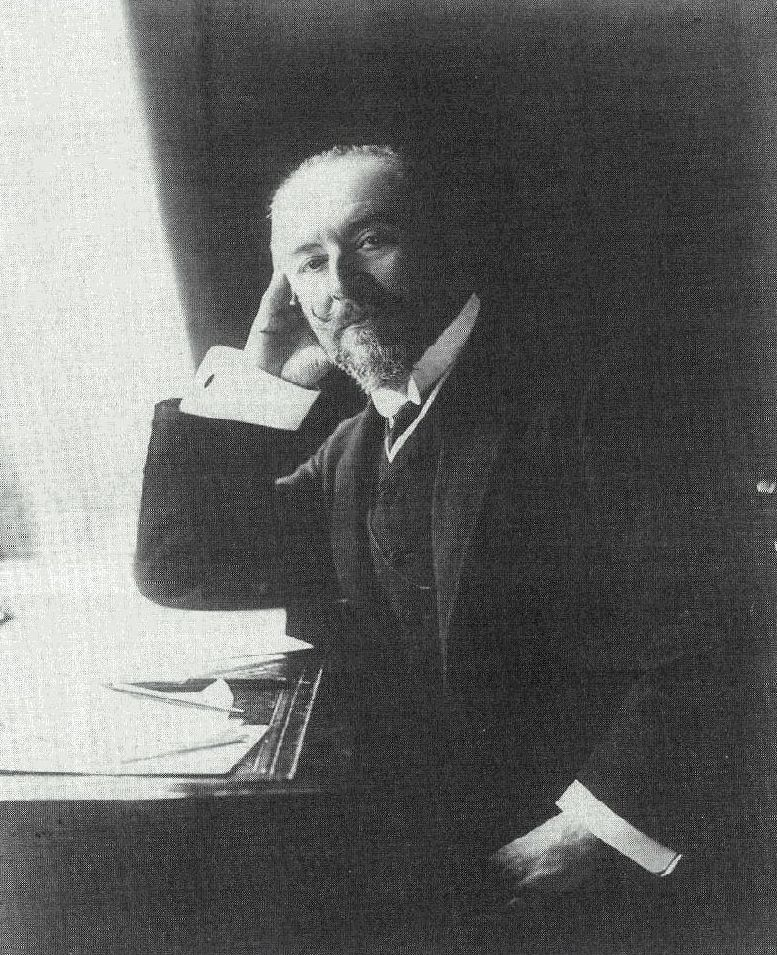
Il ministro degli esteri italiano Antonino Paternò Castello, marchese di San Giuliano fu tenuto all'oscuro delle reali intenzioni dell'Austria-Ungheria fino al 22 luglio.

Dopo l'attentato di Sarajevo del 28 giugno 1914, Austria-Ungheria e Germania decisero di tenere all'oscuro delle loro decisioni l'Italia. Ciò in considerazione del fatto che l'articolo 7 della Triplice alleanza prevedeva, in caso di occupazioni territoriali dell'Austria-Ungheria nei Balcani, compensi per l'Italia. Il 3 luglio, Berchtold stabilì quindi che si dovesse tacere al marchese Antonino di San Giuliano, ministro degli esteri italiano, circa le bellicose intenzioni dell'Austria-Ungheria. San Giuliano, infatti, avrebbe immediatamente sollevato la questione dei compensi.
Il ministro degli esteri tedesco Jagow, d'altronde, riconobbe in una lettera al suo ambasciatore a Vienna Tschirschky, del 15 luglio, che l'Italia aveva diritto sia a rimanere neutrale di fronte ad una guerra austro-serba, sia ad essere ricompensata qualora l'Austria-Ungheria avesse acquisito territori nei Balcani anche solo temporaneamente.
Berchtold, invece, guardava con sufficienza all'Italia, che per lui era in una situazione militare e politica così precaria, a causa degli strascichi della guerra di Libia, da non essere pronta per un intervento attivo. Tuttavia, il ministro austriaco considerò eccessivo tenere completamente all'oscuro l'alleata e il 22 luglio, il giorno prima della consegna dell'ultimatum alla Serbia, Berchtold fece in modo che il suo ambasciatore a Roma, Kajetan Mérey, incontrasse San Giuliano. Quest'ultimo fu così informato che una guerra austro-serba era imminente, ma non gli furono comunicate le pesanti condizioni poste a Belgrado. San Giuliano rispose che l'unica preoccupazione dell'Italia concerneva le questioni territoriali e che nel caso l'Austria-Ungheria avesse turbato l'equilibrio in Adriatico, avrebbe dovuto compensare l'Italia.
Qualche giorno dopo il suo atteggiamento cambiò. Il 24 luglio, infatti, San Giuliano prese visione dei particolari dell'ultimatum e protestò violentemente con l'ambasciatore tedesco a Roma, Hans von Flotow, presente anche il presidente del Consiglio Antonio Salandra, dichiarando che se fosse scoppiata la guerra austro-serba sarebbe derivata da un premeditato atto aggressivo di Vienna. L'Italia pertanto secondo il ministro non aveva l'obbligo, dato il carattere difensivo della Triplice alleanza, di aiutare l'Austria, anche nel caso in cui la Serbia fosse stata soccorsa dalla Russia. Dopo la sfuriata di San Giuliano, però, Flotow fece capire che, qualora l'Italia avesse assunto un atteggiamento benevolo verso Vienna, dalla vicenda avrebbe potuto ottenere compensi territoriali.

### In difesa della pace

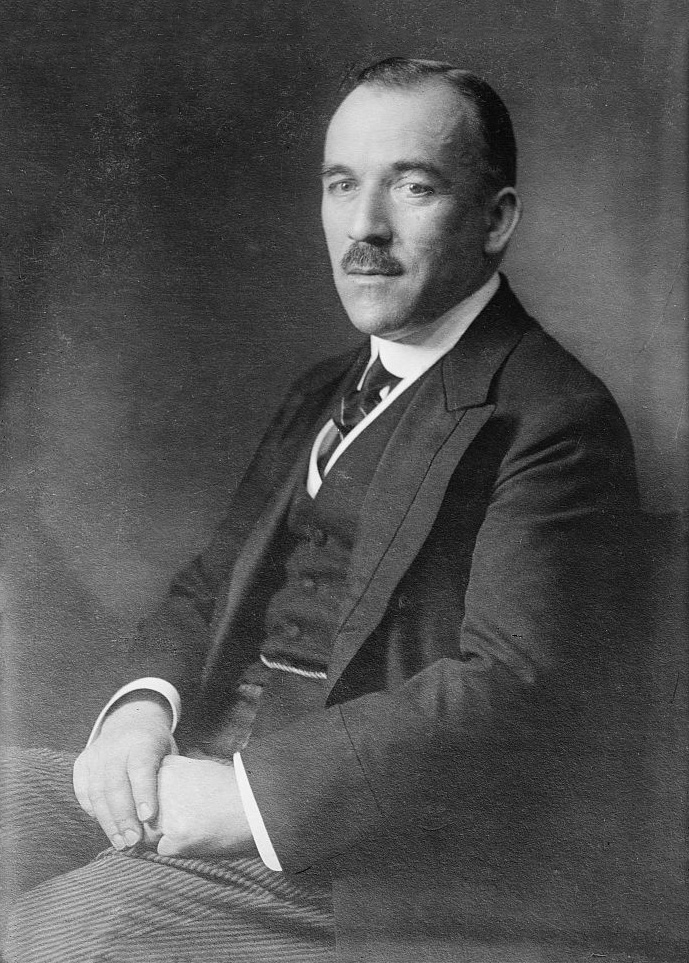
Il ministro degli esteri tedesco Gottlieb von Jagow riconobbe il diritto dell'Italia alla neutralità.

A tale riguardo il momento dovette apparire favorevole se Jagow, intorno al 26 luglio, comunicò all'ambasciatore italiano a Berlino Riccardo Bollati il Trentino come compenso. San Giuliano, però, ritenne che una promessa della Germania su compensi austriaci non valeva molto, soprattutto persistendo l'atteggiamento di chiusura dell'Austria-Ungheria. Egli si persuase quasi subito che l'Italia non avrebbe potuto ricavare il tornaconto sperato e, poiché temeva per il suo paese una guerra continentale, si adoperò per fermare la catastrofe.
Le manovre attuate dalla diplomazia italiana e da San Giuliano furono molteplici e di vario tipo. Nella prima metà di luglio l'Italia consigliò alla Serbia di sciogliere le associazioni panserbe e di prepararsi ad accettare le condizioni di un eventuale ultimatum dell'Austria. Il presidente del Consiglio serbo, Pašić, rispose il 20 che non avrebbe sciolto le associazioni panserbe. Sempre nella prima metà del mese, San Giuliano, informato dal suo ambasciatore a San Pietroburgo che la Russia non avrebbe consentito una sconfitta della Serbia, ne diffuse la notizia a Berlino e Vienna dove però Berchtold rispose, intorno al 20 luglio, che non credeva alle voci di una Russia pronta ad intervenire e che se anche lo fosse stata, l'Austria-Ungheria era pronta a fronteggiarla.
Negli stessi giorni l'Italia aderì alla proposta di conferenza di pace di Grey, benché solo in via di principio, per non fare cosa sgradita alla Germania; ancora il 27 luglio San Giuliano fece un estremo tentativo con l'ambasciatore russo a Roma affinché sensibilizzasse la Serbia ad accettare le richieste austriache per poi non eseguire ciò che avrebbe accettato.
Quello stesso 27 luglio, Jagow, nuovamente preoccupato per le sorti della Triplice alleanza, scrisse ancora al suo ambasciatore a Vienna, Tschirschky, che si imponeva urgentemente una discussione fra Berchtold e l'ambasciatore italiano a Vienna, Giuseppe Avarna, circa l'articolo 7 e i compensi per l'Italia. Stava infatti svanendo in Germania l'illusione che la Russia non sarebbe intervenuta nell'imminente conflitto austro-serbo.

### La dichiarazione di neutralità
Con la dichiarazione di guerra dell'Austria-Ungheria alla Serbia del 28 luglio 1914, per l'Italia si pose il problema di decidere o meno sulla neutralità contemplata dal trattato della Triplice, il quale all'articolo 4 prevedeva che in caso una delle potenze firmatarie avesse attaccato un paese terzo, le altre due alleate avevano il diritto di rimanere neutrali.
Il 27 luglio, il ministro della Guerra Domenico Grandi fece sapere a Salandra che l'esercito italiano era del tutto impreparato ad una guerra su vasta scala, mentre due giorni dopo San Giuliano dava già per scontato l'intervento della Gran Bretagna a fianco della Francia. Gli indizi che determinarono in lui questa convinzione, primo fra tutti i risultati del colloquio con l'ambasciatore britannico James Rennell Rodd del 28 luglio, portarono il ministro degli esteri alla determinazione di non far scendere l'Italia in guerra a fianco dell'Austria e della Germania. Per San Giuliano, infatti, la potenza navale anglo-francese avrebbe posto le città costiere della penisola in serio pericolo e tagliato le comunicazioni con le colonie, che così sarebbero state perdute.
L'occasione per cominciare a diffondere all'estero la decisione della neutralità si presentò a San Giuliano il 31 luglio 1914, quando ne fece partecipe il Consiglio dei ministri. In questa occasione il ministro degli esteri spiegò che la Triplice alleanza non andava sconfessata, ma che bisognava rimanere neutrali in considerazione sia dell'avversione del popolo per una guerra a fianco dell'Austria, sia del quasi certo intervento della Gran Bretagna a favore dell'alleanza franco-russa, sia delle precarie condizioni dell'esercito.
Solo a questo punto Berchtold, il 1º agosto, dichiarò di accettare l'interpretazione data dall'Italia e dalla Germania all'articolo 7 del trattato della Triplice, ma ancora senza parlare chiaramente di compensi.
Sorpresi dalla decisione della neutralità, l'ambasciatore a Berlino Bollati e quello a Vienna Avarna protestarono chiedendo di far entrare in guerra l'Italia al fianco degli alleati. San Giuliano rispose loro il 2 agosto con le argomentazioni di cui sopra, ma anche con la considerazione che l'Italia non avrebbe avuto alcun vero vantaggio in caso di vittoria, in quanto l'ambasciatore austriaco Mérey aveva sempre escluso che eventuali compensi avrebbero potuto comprendere «le province italiane dell'Austria».

La decisione ufficiale e definitiva della neutralità italiana fu presa nel Consiglio dei ministri del 2 agosto 1914 e fu diramata il 3 mattina. Diceva: 

## La situazione in Europa
Il giorno della dichiarazione di guerra dell'Austria-Ungheria alla Serbia, il 28 luglio, l'Impero ottomano offrì un accordo segreto di alleanza alla Germania. Lo stesso giorno, il Cancelliere Bethmann rispose con una proposta che garantiva alla Turchia i suoi confini contro la Russia e che, durante la guerra, lasciava il comando delle forze armate ottomane ai tedeschi. L'alleanza, inoltre, prevedeva l'intervento turco al fianco della Germania se la Russia fosse intervenuta nel conflitto. La Turchia indugiò ma, dopo un'accelerata delle trattative, in vista di utilizzare l'Impero ottomano come base destabilizzante per quello britannico, il 2 agosto fu conclusa l'alleanza e gli incrociatori tedeschi Goeben e Breslau salparono per il Bosforo.
L'Italia, il Portogallo, la Grecia, la Bulgaria, la Romania e la Turchia inizialmente rimasero neutrali, ai bordi del campo di battaglia, ma pronti a entrarvi appena avessero intravisto qualche vantaggio. Altre nazioni d'Europa si tennero fermamente e stabilmente fuori dal conflitto. I Paesi Bassi, la Svizzera, la Spagna, la Danimarca, la Norvegia e la Svezia non ebbero parte alcuna nello scoppio del conflitto, né vi si fecero trascinare come belligeranti, anche se per alcune di esse la guerra sarebbe diventata una fonte lucrosa di traffici e di profitti. Alla mezzanotte del 4 agosto erano cinque gli imperi che ormai erano entrati in guerra (Austria-Ungheria, Germania, Russia, Gran Bretagna e Francia), ogni potenza era convinta di aver ragione degli avversari in pochi mesi. Molti ritenevano che la guerra sarebbe finita a Natale del 1914, o tuttalpiù a Pasqua del 1915. Il conflitto che si era aperto con la crisi di luglio terminò invece nel novembre del 1918, dopo aver provocato sedici milioni di morti tra militari e civili.